# Pontiac GTO
Der Pontiac GTO ist ein Automobil des US-amerikanischen Automobilkonzerns General Motors, das im Sommer 1964 unter der Automobilmarke Pontiac auf den Markt kam. Der GTO war anfänglich eine leistungsstarke Variante des Pontiac Tempest Le Mans. Ein Jahr später wurde der GTO ein eigenständiges Modell, das 1966 auf Grund seiner Fahrleistung (200 km/h Höchstgeschwindigkeit) und seines günstigen Preises 95.000-mal verkauft wurde.
2003 wurde der Name für ein Modell auf Holden-Basis wiederbelebt.

## Geschichte
Der GTO wurde vom Pontiac-Ingenieur Russell Gee, einem Motorspezialisten, und dem Pontiac-Chefingenieur John DeLorean entwickelt. Shane Wiser war der erste, der über die Idee des GTO nachdachte. Anfang 1963 erließ das Management von General Motors ein Edikt, das den Divisionen (Chevrolet, Buick, Oldsmobile und Pontiac) die Teilnahme am Autorennsport verbot. Zu dieser Zeit basierte Pontiacs Werbe- und Marketingansatz stark auf Leistung, und der Rennsport war ein wichtiger Bestandteil dieser Strategie. Jim Wangers schlug einen Weg vor, das Leistungsimage, das die Pontiac-Division gepflegt hatte, mit einem neuen Schwerpunkt auf Leistung für die Straße beizubehalten. Dazu gehörte die Umwandlung des neu entworfenen Tempest (der auf einen konventionellen Frontmotor, Frontgetriebe und Hinterradantrieb zurückgreifen sollte) in einen „Super Tempest“. Dieser wurde mit dem größeren 389 in³ (6,5 Liter) Pontiac V8-Motor aus den Full-Size Pontiac Catalina und Bonneville anstelle des serienmäßigen 326 in³ (5,3 Liter) Tempest V8 bestückt.
Indem sie diesen hubraumstarken Tempest als besonderes Hochleistungsmodell bewarben, konnten sie den geschwindigkeitsorientierten Jugendmarkt ansprechen (was auch Lee Iacocca von der Ford Motor Company erkannt hatte, der zu dieser Zeit den Ford Mustang vorbereitete). Der GTO war technisch gesehen ein Verstoß gegen die GM-Politik, die die A-Body-Plattform für Intermediates, also die Mittelklassemodelle, auf einen maximalen Hubraum von 330 in³ (5,4 Liter) beschränkte. Da es sich beim GTO um ein Optionspaket und nicht um ein Standardmodell handelte, könnte man davon ausgehen, dass er in ein Schlupfloch der Politik fiel. Pontiac-Geschäftsführer Elliot „Pete“ Estes genehmigte das neue Modell, obwohl Verkaufsleiter Frank Bridge, der nicht glaubte, dass es einen Markt geben würde, darauf bestand, die Erstproduktion auf nicht mehr als 5000 Fahrzeuge zu begrenzen.
Der GTO leitete die Muscle-Car-Ära ein.

### Namensfindung
Die Bezeichnung GTO ist im Motorsport die Abkürzung für das italienische „Gran Turismo Omologato“ (dt. Homologierter/zugelassener Grand Tourer) und bedeutet die Homologation eines Fahrzeuges für die Tourenwagen-Rennserien, also für Rennserien über lange Distanzen. Das Kürzel wurde bereits von Ferrari für den 250 GTO als Modellbezeichnung genutzt. Auf der Suche nach einem eingängigen und klingenden Namen, entlieh sich John DeLorean das GTO. Da sich der Pontiac GTO nicht zu der Klasse der Sportwagen im Sinn der GT-Rennserien zählen lässt und auch nie dazu gezählt werden sollte, wird die Abkürzung häufig als „Grand Tempest Option“ interpretiert.

## Angebotene Motoren des GTO
Pontiac bot für den GTO ausschließlich 8-Zylinder-V-Motoren an, die alle als Viertaktmotoren und nach dem Ottoprinzip arbeiteten. Die Motoren waren längs eingebaut. Sie hatten eine OHV-Ventilsteuerung mit je zwei hängenden Ventilen pro Zylinder. Eine Benzineinspritzung war in keiner Generation verfügbar.
Ungewöhnlich für einen großen Automobilhersteller, hatte Pontiac nicht die üblichen „Small-Block“- und „Big-Block“-Motorenfamilien, die bei anderen GM-Automarken sowie bei Ford und Chrysler üblich waren. Es gibt nur den Pontiac-Block mit unterschiedlichen Hubräumen. Ein wesentliches Merkmal des Pontiac-Blocks war seine Modularität. Pontiac entwickelte eine einheitliche Block-Architektur, die über verschiedene Hubraumvarianten hinweg genutzt wurde. Der Grundblock aus Gusseisen war weitgehend derselbe für Motoren von 287 in3 bis hin zu 455 in3. Dies bedeutete, dass der 389-Block eine solide Basis für weitere Leistungssteigerungen bot, indem man ihn auf größere Hubräume bohren und anpassen konnte. Dieser modulare Ansatz sorgte für hohe Flexibilität und reduzierte die Produktionskosten. Pontiacs V8-Motoren hatten die gleiche Pleuellänge von 168,3 mm (und die gleiche Größe der Pleuelzapfen), mit Ausnahme der späteren Kurzhubmotoren 301 und 265, die in den späten 70er und frühen 80er Jahren produziert wurden. In den 80er und 90er Jahren hat Pontiac die Universalmotoren von GM übernommen.
Der 389er war bis 1966 der Standardmotor für den Pontiac GTO. Ab 1967 wurde er vom 400 in3 abgelöst und 1970 um den 455 in3 ergänzt. Erst im letzten Jahr 1974 wurde ein 350 in3 eingesetzt, der zu diesem Zeitpunkt nicht der leistungsstärkste Pontiac-Motor war.

| Motorname             | 350                                                                                | 389                                                                                | 400                                                                                | 455                                                                                |
| --------------------- | ---------------------------------------------------------------------------------- | ---------------------------------------------------------------------------------- | ---------------------------------------------------------------------------------- | ---------------------------------------------------------------------------------- |
| Hubraum               | 5,7 Liter (350 in3)                                                                | 6,4 Liter (389 in3)                                                                | 6,6 Liter (400 in3)                                                                | 7,5 Liter (455 in3)                                                                |
| Motorart              | Ottomotor                                                                          | Ottomotor                                                                          | Ottomotor                                                                          | Ottomotor                                                                          |
| Motorarbeitsverfahren | Viertakt                                                                           | Viertakt                                                                           | Viertakt                                                                           | Viertakt                                                                           |
| Anzahl Zylinder       | 8-Zylinder-V-Motor, längseingebaut                                                 | 8-Zylinder-V-Motor, längseingebaut                                                 | 8-Zylinder-V-Motor, längseingebaut                                                 | 8-Zylinder-V-Motor, längseingebaut                                                 |
| Bankwinkel            | 90°                                                                                | 90°                                                                                | 90°                                                                                | 90°                                                                                |
| Bohrung × Hub         | 98,4 mm × 95,3 mm (3,875 in × 3,75 in)                                             | 103,2 mm × 95,3 mm (4,06 in × 3,75 in)                                             | 104,6 mm × 95,3 mm (4,125 in × 3,75 in)                                            | 105,47 × 106,9 mm (4,1525 in × 4,21 in)                                            |
| Ventilsteuerung       | OHV, zwei hängende Ventile mit zentraler Nockenwelle, Stößelstangen und Kipphebeln | OHV, zwei hängende Ventile mit zentraler Nockenwelle, Stößelstangen und Kipphebeln | OHV, zwei hängende Ventile mit zentraler Nockenwelle, Stößelstangen und Kipphebeln | OHV, zwei hängende Ventile mit zentraler Nockenwelle, Stößelstangen und Kipphebeln |

Die angegebene Leistung der Motoren variiert von Modelljahr zu Modelljahr und wird aus diesem Grund getrennt für jedes Modelljahr im Artikel angegeben.
Dies wurde unter anderem durch Änderungen der Ansaug- und Abgaswege erreicht, oder durch die Änderung des Verdichtungsverhältnisses. Geschuldet war dies gesetzlichen Anforderungen zum Umweltschutz wie zum Beispiel der Einführung von bleifreiem Kraftstoff, Anfang der 1970er Jahre.
Weiter ist wichtig, dass die Motorleistung nach den Standards SAE J245 und J1995 gemessen wurde. Dabei wird der Motor auf einem Motorenprüfstand an eine Wirbelstrombremse angeschlossen (daher der Name Bremsleistung) und auf seine Leistungsfähigkeit geprüft. Lichtmaschine, Luftfilter, Kühlmittelpumpe und weitere Nebenaggregate des Motors sind abgebaut, was die Leistung des Motors höher scheinen lässt, als sie tatsächlich ist. Darüber hinaus wurde zugunsten von niedrigen Versicherungsprämien die Leistung manchmal auch niedriger angegeben. Daher sind frühe SAE-Leistungsangaben nicht mit DIN-Leistungsangaben nach DIN 70020 oder ISO 1585 vergleichbar und können als Anhaltspunkt für die ungefähre Einordnung dienen.
Im Jahr 1971 erfolgte u. U. eine parallel Angabe von Brutto- und Netto-Wert. Ab 1972 wurden Nettowerte angegeben.

## 1. Generation (1964–1967)

### 1964
Der erste Pontiac GTO war ein Optionspaket für den Pontiac Tempest LeMans, welches 296 US-Dollar extra kostete. Dieses war mit den Karosserievarianten zweitürige Limousine (mit B-Säule), Hardtop-Coupé (ohne B-Säule) und Cabriolet erhältlich. Bereits diese erste GTO-Version besaß den größten Motor, den Pontiac zu dieser Zeit in ein Fahrzeug der Mittelklasse einsetzen durfte: einen V8-Motor mit 6379 cm³ (389 in³) mit einer Leistung von 242 imp. kW (325 brutto SAE-HP) bei 4800/min mit einem Carter AFB-Doppel-Registervergaser und Doppelauspuff, verchromten Ventildeckeln und Luftfilter, einem 7-Blatt-Kühlerventilator, einem Dreigang-Schaltgetriebe mit Hurst-Schaltung auf dem Mitteltunnel, stärkeren Federn und Stabilisatoren, breiteren Rädern mit 7,50 × 14" Reifen, Lufthutzen auf der Motorhaube und GTO-Emblemen. Der Motor erhielt eine spezielle Nockenwelle und hydraulische Ventilstößel sowie die Zylinderköpfe vom 421 in³ Motor. Zur optionalen Ausstattung gehörten ein Viergang-Schaltgetriebe, ein Zweigang-Automatikgetriebe, die leistungsstärkere „Tri-Power“-Vergaseranlage mit 260 imp. kW (348 bhp), Trommelbremsbeläge aus Sintermetall, ein Sperrdifferenzial, ein Hochleistungs-Fahr- und Handlingpaket („Performance-Package“ genannt) sowie die übliche Palette an leistungssteigernden und komforterhöhenden Zubehör. Mit jeder verfügbaren Option kostete der GTO etwa 4500 US-Dollar (das entspricht mit Stand 2025 etwa 39.500 EUR) und wog etwa 1600 kg (3500 Pfund).
Bei den meisten Straßentests wurde der leistungsstärkere Tri-Power-Motor mit vier Gängen verwendet. Die Zeitschrift Car Life fuhr einen so ausgerüsteten GTO von 0–60 Meilen pro Stunde (0–97 km/h) in 6,6 Sekunden und durch die Viertelmeile in 14,8 Sekunden mit einer Höchstgeschwindigkeit von 99 Meilen pro Stunde (158 km/h). Wie die meisten Tester kritisierten sie die träge Lenkung, insbesondere ohne Servounterstützung und die unzureichenden Trommelbremsen, die mit denen des normalen Tempest identisch waren.
Die Verkaufsprognose von Frank Bridge erwies sich als falsch: Das GTO-Paket wurde vor Beginn des Kalenderjahres 1964 bereits mit 10.000 Fahrzeugen verkauft, insgesamt wurden im ersten Modelljahr bereits 32.450 Fahrzeuge produziert. Die Anzahl verteilte sich auf 7384 Coupés, 18.422 Hardtops (ohne B-Säule) und 6644 Cabriolets. Der größte Vorteil dieser Pontiac-Reihe war die sehr hohe Geschwindigkeit und das sehr günstige Leistungsgewicht, der größte Nachteil ihre geringe Wendigkeit und das schlechte Bremsverhalten der Hinterräder, die leicht den Bodenkontakt verloren.
| Motorname                           | 389                                   | 389                             |
| ----------------------------------- | ------------------------------------- | ------------------------------- |
| Leistung in brutto SAE-HP bei min−1 | 325 SAE-HP bei 4800                   | 348 SAE-HP bei 4600             |
| Verdichtung                         | 10,75 : 1                             | 10,75 : 1                       |
| Gemischaufbereitung                 | Ein Fallstrom-Doppel-Registervergaser | Drei Fallstrom-Registervergaser |

### 1965
Die Tempest-Linie, einschließlich des GTO, wurde für das Modelljahr 1965 umgestaltet, wobei die Gesamtlänge bei gleichem Radstand und gleichen Innenabmessungen um 7,9 cm (3,1 Zoll) erhöht wurde. Sie trug die charakteristischen, vertikal gestapelten Doppelscheinwerfer von Pontiac. Das Gesamtgewicht erhöhte sich um etwa 45 kg (100 Pfund). Das Design des Armaturenbretts wurde verändert, und ein optionales „Rallye-Instrument“ mit besser lesbarem Drehzahlmesser und Öldruckmesser kam hinzu. Am Mehrpreis für die GTO-Option von 295,90 USD (Stand 2025 etwa 2.600 EUR) änderte sich nichts.
Der 389-Motor hatte überarbeitete Zylinderköpfe mit neu geformten Einlasskanälen vom 421er, wodurch der Liefergrad erhöht wurde. Die Nennleistung wurde auf 335 hp (250 kW) bei 5000 Umdrehungen pro Minute bei einer Kompression von 10,75 : 1 für den Basismotor mit Doppel-Registervergaser erhöht, womit der GTO von 0 auf rund 100 km/h in 7,2 Sekunden beschleunigte; der Tri-Power-Motor hatte 360 hp (268 kW) bei 5200 Umdrehungen pro Minute und kostete nochmals 115,78 USD extra. Der Tri-Power-Motor hatte etwas weniger maximales Drehmoment als der Basismotor, 574 Nm (424 ft-lbf) bei 3600/min gegenüber 584 Nm (431 ft-lbf) bei 3200/min. Getriebe und Achsübersetzung blieben unverändert, jedoch erhielt er eine 288°–Nockenwelle.
Der umgestaltete GTO hatte eine neue Motorhaubenhutze. Die Hauptkritik am GTO konzentrierte sich weiterhin auf seine träge Lenkung und mittelmäßige Bremsen.
Die Verkaufszahlen des GTO, die durch eine beeindruckende Marketing- und Werbekampagne mit Liedern und verschiedenen Merchandisingartikeln unterstützt wurden, stiegen um mehr als das Doppelte auf 75.342 Stück, was viele Nachahmer sowohl in anderen GM-Abteilungen als auch bei den Wettbewerbern hervorrief. Die Verkaufszahlen teilten sich auf 12.311 Cabriolets für 3092,90 USD, 8319 Coupés für einen Basispreis von 2786,90 USD (2025 etwa 24.100 EUR) und das 2-türige Hardtop mit 55.722 Käufern für 2854,90 USD (etwa 24.600 EUR).
| Motorname                           | 389                                   | 389                             |
| ----------------------------------- | ------------------------------------- | ------------------------------- |
| Leistung in brutto SAE-HP bei min−1 | 335 SAE-HP bei 5000                   | 360 SAE-HP bei 5200             |
| Verdichtung                         | 10,75 : 1                             | 10,75 : 1                       |
| Gemischaufbereitung                 | Ein Fallstrom-Doppel-Registervergaser | Drei Fallstrom-Registervergaser |

### 1966
Die Mittelklasse von Pontiac wurde für 1966 umgestaltet, in ein kurvenreicheres Styling mit hochgezogenen hinteren Kotflügellinien mit dem sogenannten Coke Bottle Design. Die Radkästen wurden weiter ausgeschnitten und der Grill runder gestaltete als im Jahr zuvor, außerdem enthielt er nun die Blinkleuchten. Die Rückleuchten nahmen jede für sich mehr als ein Drittel der Fahrzeugbreite ein und waren als drei Lichtschlitze geformt. Die Gesamtlänge wuchs geringfügig auf 206,4 Zoll (524 cm), immer noch mit einem Radstand von 115 Zoll (292 cm), während die Breite auf 74,4 Zoll (189 cm) zunahm. Die hintere Spurweite nahm um einen Zoll (2,5 cm) zu. Das Gesamtgewicht blieb in etwa gleich.
Der GTO wurde zu einer eigenständigen Modellreihe mit eigenem Kühlergrill und Rückleuchten, die den GTO auch vom Tempest und LeMans unterschieden. Er war erhältlich als Sportcoupé mit B-Säulen, als Hardtop ohne B-Säulen oder als Cabriolet. Ebenfalls eine Premiere in der Automobilindustrie: ein Frontgrill aus Kunststoff ersetzte die in früheren Jahren üblichen Versionen aus Metall oder Aluminium. Neue Strato-Einzelsitze wurden mit höheren und dünneren Rückenlehnen und konturierten Sitzflächen für zusätzlichen Komfort eingeführt, als neues Extra gab es verstellbare Kopfstützen. Die Instrumententafel wurde neu gestaltet, wobei der Zündschalter von ganz links vom Armaturenbrett auf die rechte Seite des Lenkrads verlegt wurde. Die vier Rundinstrumente wurden fortgeführt, und das Armaturenbrett des GTO durch eine Zierleiste aus Nussbaumfurnier hervorgehoben. Das Modelljahr 1966 wird von vielen als das ikonischste aller GTOs angesehen, weil es ein eigenständiges Modell und das letzte Jahr war, in dem Pontiac die 389-Tri-Power-Motorkonfiguration anbot.
Die Motorenauswahl blieb gegenüber dem Vorjahr unverändert. Es wurde eine neue, seltene Motoroption angeboten: Die XS-Motoroption bestand aus einem Werks-Ram Air, der mit einer neuen 744-Hochhubnockenwelle ausgestattet war. Es wird angenommen, dass etwa 35 werkseitig installierte Ram Air-Pakete gebaut wurden, obwohl schätzungsweise 300 bei Händlern installierte Ram Air-Pakete bestellt wurden. Auf dem Papier hieß es, dass das Paket die gleichen 360 bhp wie das nicht mit Ram Air ausgerüstete Tri-Power-Auto produziert, obwohl diese Zahlen vermutlich stark unterschätzt wurden, um die GM-Mandate zu erhalten.
Die Verkäufe stiegen auf 96.946, die höchste Produktionszahl aller GTO-Jahre, davon erhielten 77.901 Fahrzeuge den 335 bhp-Motor, während 18.745 den stärkeren Tri-Power bekamen. Pontiac setzte 10.363 Coupés für einen Basispreis von 2783 USD (etwa 23.400 EUR) ab, sowie 73.798 Hardtops für 2847 USD (23.900 EUR). Das Cabriolet mit 12.798 Einheiten kostete 3082 USD (25.900 EUR). Die meisten Fahrzeuge (61.279) wurden mit dem manuellem 4-Gang-Getriebe bestellt. Obwohl Pontiac den GTO in der Werbung mühsam als GTO Tiger beworben hatte, war er auf dem Jugendmarkt als Ziege (s. Abschnitt Spitznamen) bekannt geworden. Das Management von Pontiac versuchte, den neuen Spitznamen in der Werbung zu nutzen, was von der Unternehmensleitung, die über diesen respektlosen Namen bestürzt war, abgelehnt wurde.
| Motorname                           | 389                                   | 389                             |
| ----------------------------------- | ------------------------------------- | ------------------------------- |
| Leistung in brutto SAE-HP bei min−1 | 335 SAE-HP bei 5000                   | 360 SAE-HP bei 5200             |
| Verdichtung                         | 10,75 : 1                             | 10,75 : 1                       |
| Gemischaufbereitung                 | Ein Fallstrom-Doppel-Registervergaser | Drei Fallstrom-Registervergaser |

### 1967
Das Styling blieb für 1967 im Wesentlichen unverändert, aber der GTO erfuhr einige bedeutende mechanische Änderungen.
Eine unternehmenspolitische Entscheidung von GM verbot Mehrfachvergaser für alle Autos mit Ausnahme der Chevrolet Corvette, so dass der Tri-Power-Motor gestrichen und durch einen neuen mit Quadrajet-Doppel-Registervergaser bestückten Motor ersetzt wurde. Chevrolet durfte den Tri-Power-Motor bei der Corvette beibehalten, um sein Image zu pflegen; der GTO wurde wirklich zu einem ernsthaften Wettbewerbsproblem für das Unternehmen. Zum Ausgleich erhielt der 389-Motor eine etwas größere Zylinderbohrung (4,12 Zoll bzw. 104,7 mm) für einen Gesamthubraum von 400 in³ (6,6 Liter). Das Drehmoment stieg für den Basismotor leicht von 431 auf 441 ft·lbf (584 auf 598 N·m) und für die optionalen Motoren von 424 auf 438 ft·lbf (575 auf 594 N·m), die Leistung blieb jedoch gleich.
Es wurden zwei zusätzliche Motorvarianten angeboten. Der erste war ein sparsamer Motor, „ECONOMY“ genannt, ebenfalls 400 in³, aber mit einem einfachen Registervergaser, geringer Verdichtung von 8,6 : 1 und einer Leistung von 255 hp (190 kW) sowie einem Drehmoment von 397 ft-lbf (538 Nm). Da er ausschließlich mit Automatik angeboten wurde, kam er bei den GTO-Käufern nicht gut an. Der zweite Motor, der zu einem Aufpreis von 263,30 US-Dollar gegenüber dem serienmäßigen Hochleistungsmotor (Hi-Performance) angeboten wurde, war der Ram-Air 360. Das Paket, das eine funktionsfähige Haubenhutze (ähnlich wie die frühere, beim Händler installierte Anordnung) enthielt, war mit steiferen Ventilfedern und einer Nockenwelle mit längerer Öffnungsdauer ausgestattet. Nennleistung und Drehmoment blieben unverändert, obwohl der Motor sicherlich stärker war als der des serienmäßigen 360 hp (268 kW) starken GTO. Er war mit 3,90 : 1- oder 4,33 : 1-Differentialgetriebe erhältlich, und seine „heißere“ Nockenwelle ließ ihn im Leerlauf deutlich rauer und im Teillastbetrieb weniger kooperativ reagieren.
Emissionsmindernde Systeme, einschließlich eines Lufteinspritzsystems, wurden in GTOs eingebaut, die in Kalifornien verkauft wurden.
Die Zweigang-Automatik wurde durch die dreistufige Turbo-Hydramatic TH400 ersetzt, die mit jedem Motor erhältlich war. Wenn die Strato-Einzelsitze und -Konsole bestellt wurden, wurde die TH400 durch den Einsatz des Zweiwege-Wahlhebels von Hurst weiter verbessert, der das automatische Schalten im „Fahrmodus“ oder die manuelle Auswahl über die Gänge ermöglichte. Er wurde im Allgemeinen in den meisten Leistungsaspekten als gleichwertig mit dem Vierganggetriebe angesehen. In der Zwischenzeit konnten die unzureichenden Trommelbremsen des Tempest durch optionale Scheibenbremsen an den Vorderrädern ersetzt werden (für 104,79 US-Dollar, einschließlich Leistungssteigerung), was sowohl die Bremsleistung als auch die Fadingstabilität erheblich verbesserte.
Das Hot Rod Magazine testete einen 1967er GTO mit Ram Air, Turbo-Hydramatic und einer Achsübersetzung von 3,90 und erreichte eine Viertelmeile-Zeit von 14,51 Sekunden bei einer Endgeschwindigkeit von 158,99 km/h (98,79 Meilen pro Stunde). Der ähnliche Wagen von Car Life lief von 0–60 mph (0–97 km/h) in 6,1 Sekunden und das Viertel in 14,5 Sekunden bei 163 km/h (102 mph) mit einer Achsübersetzung von 4,33. Sie kritisierten jedoch das Verhalten des Ram Air und die Neigung zur Überhitzung im Verkehr sowie die Leichtigkeit, mit der ein unachtsamer Fahrer die 5600 Umdrehungen pro Minute im höchsten Gang überschreiten konnte (was das Auto auf eine Höchstgeschwindigkeit von 171 km/h (107 mph) mit einer Achsübersetzung von 4,33 begrenzte). Und billig war er auch nicht: Für Leistungen und Ausstattung, die denen des Tri-Power aus dem Jahr 1965 sehr ähnlich waren, betrug der Preis 4422 US-Dollar, was einer Steigerung von 20 % entsprach.
Dennoch blieben die GTO-Verkäufe mit 81.722 weiterhin hoch. Der Verkauf des Coupés mit 7029 Fahrzeugen war, wie in vorangegangenen Jahren deutlich geringer, wie die der Hardtop-Variante mit 65.176 Stück. Das Cabriolet rangierte mit 9517 Fahrzeugen wieder auf Rang zwei. Auf Grund der Einführung des neuen Automatikgetriebes entschieden sich mehr Käufer (42.594) dafür, das manuelle Getriebe wurde 39.128 geordert.
| Motorname                           | 400                            | 400                                   | 400                                   | 400                                   |
|                                     | Economy                        | Basis                                 | H.O.                                  | Ram Air                               |
| ----------------------------------- | ------------------------------ | ------------------------------------- | ------------------------------------- | ------------------------------------- |
| Leistung in brutto SAE-HP bei min−1 | 255 SAE-HP bei 4600            | 335 SAE-HP bei 5000                   | 360 SAE-HP bei 5100                   | 360 SAE-HP bei 5400                   |
| Verdichtung                         | 8,6 : 1                        | 10,75 : 1                             | 10,75 : 1                             | 10,75 : 1                             |
| Gemischaufbereitung                 | Ein Fallstrom-Registervergaser | Ein Fallstrom-Doppel-Registervergaser | Ein Fallstrom-Doppel-Registervergaser | Ein Fallstrom-Doppel-Registervergaser |

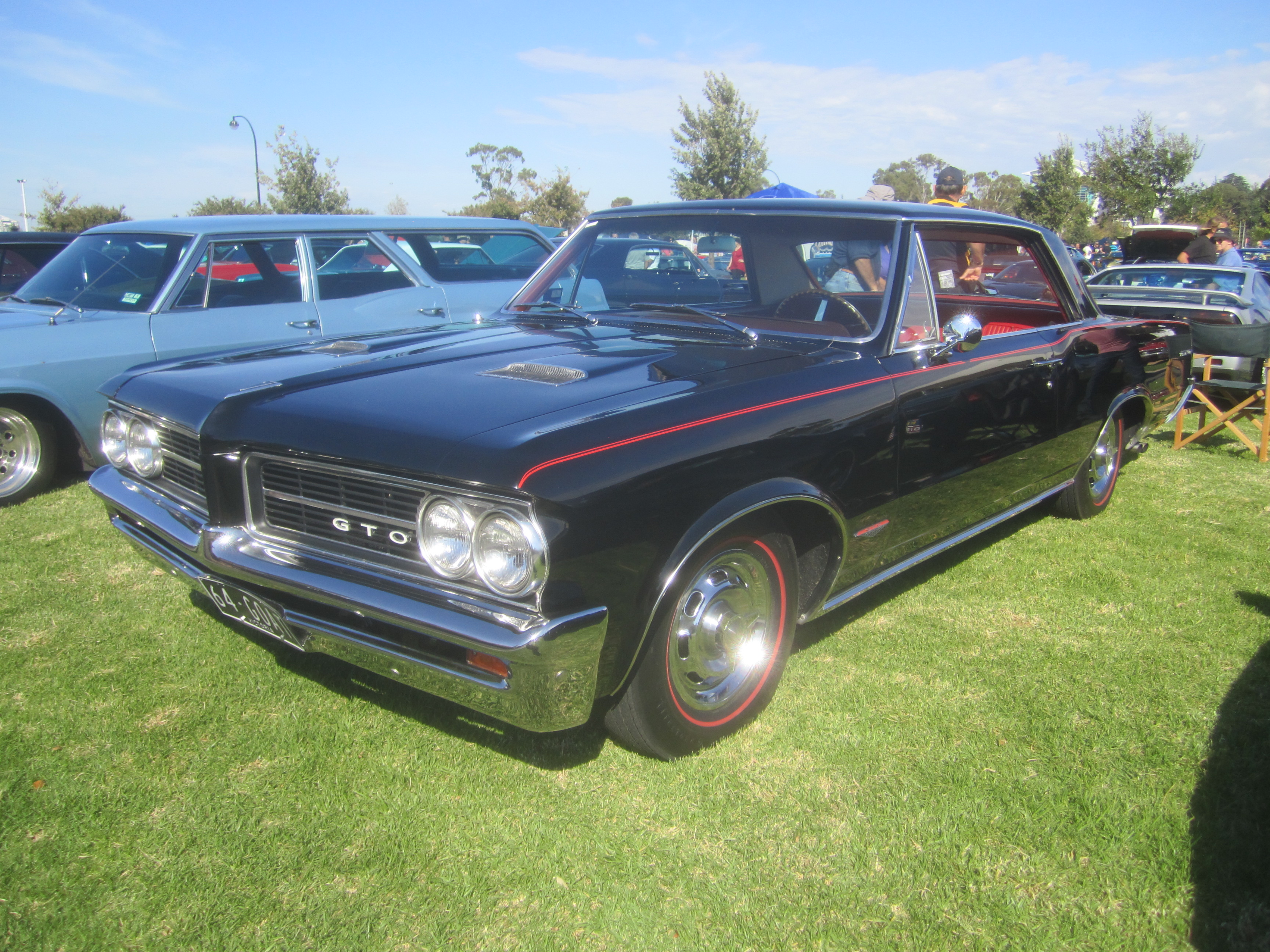
1964 Hardtop-Coupé
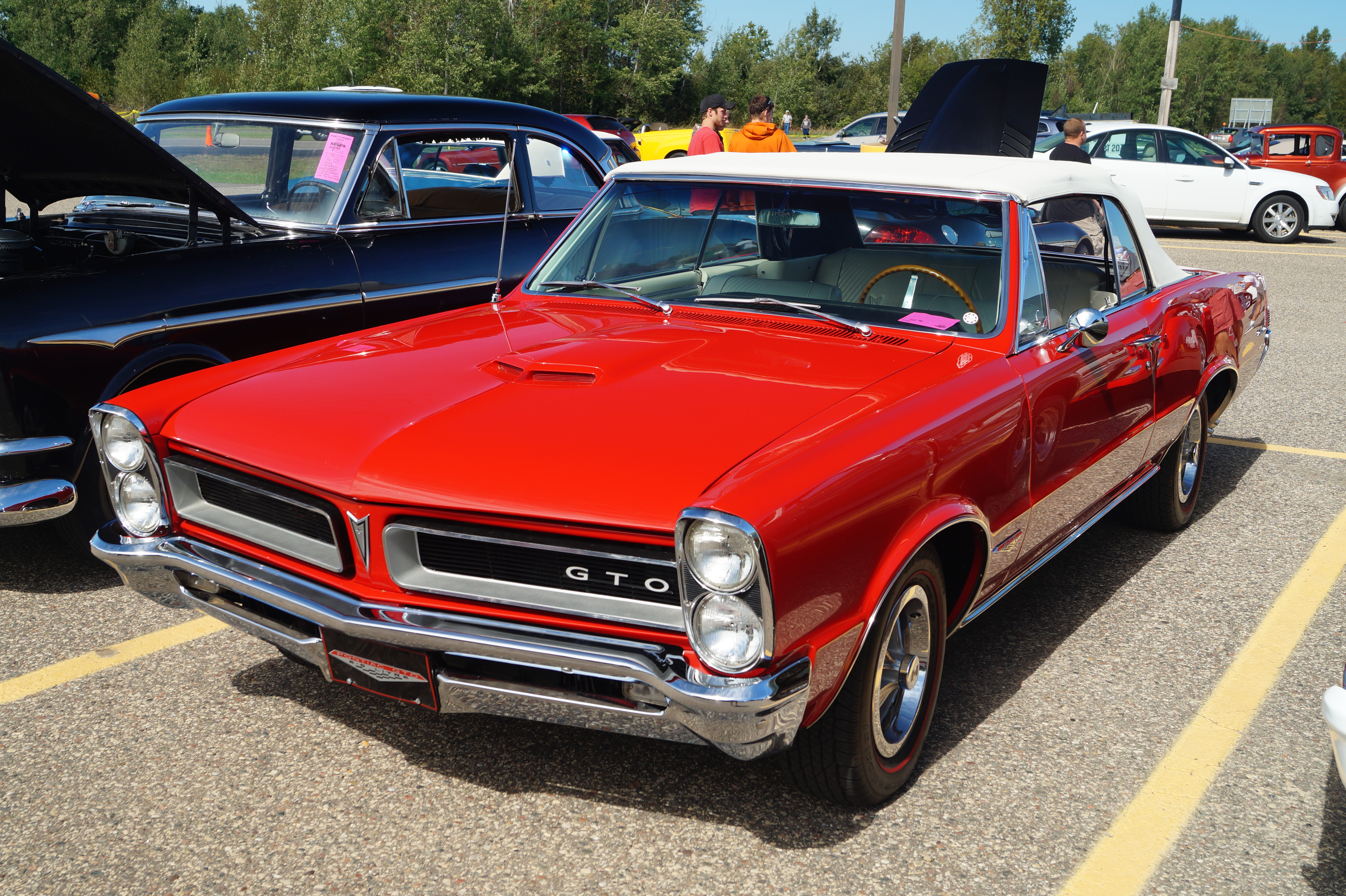
1965 Cabriolet
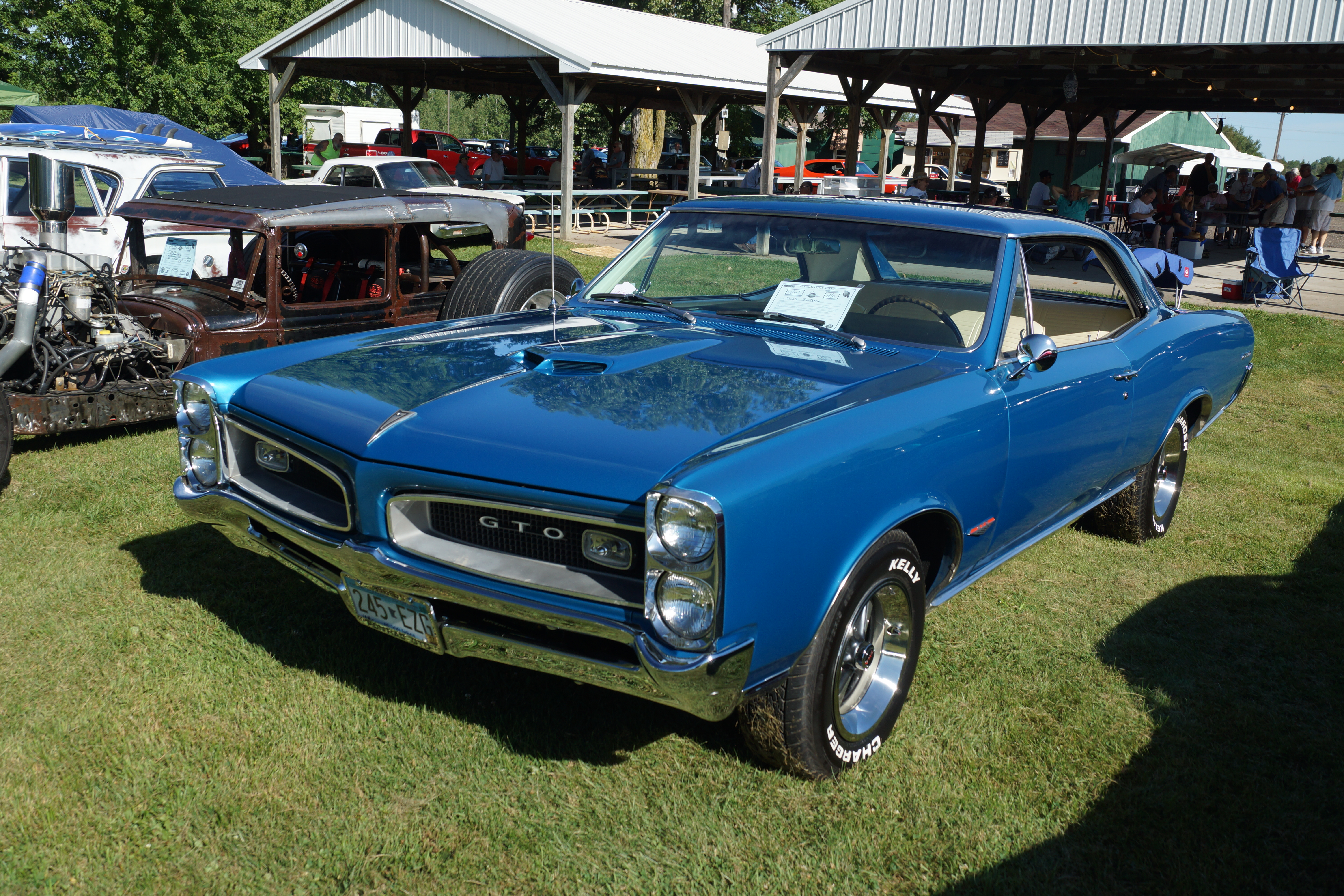
1966 Hardtop-Coupé
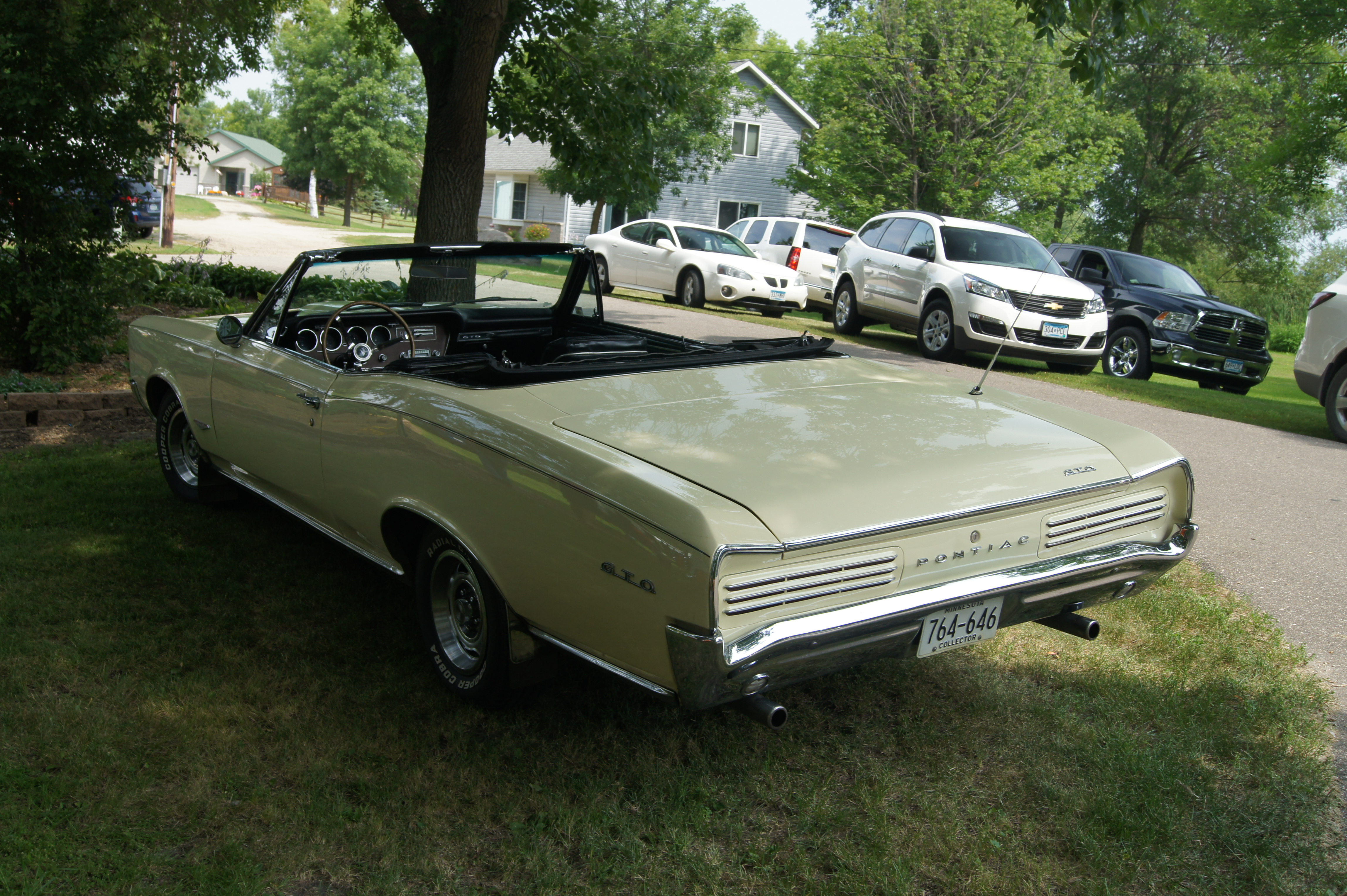
1966 Cabriolet Heckansicht
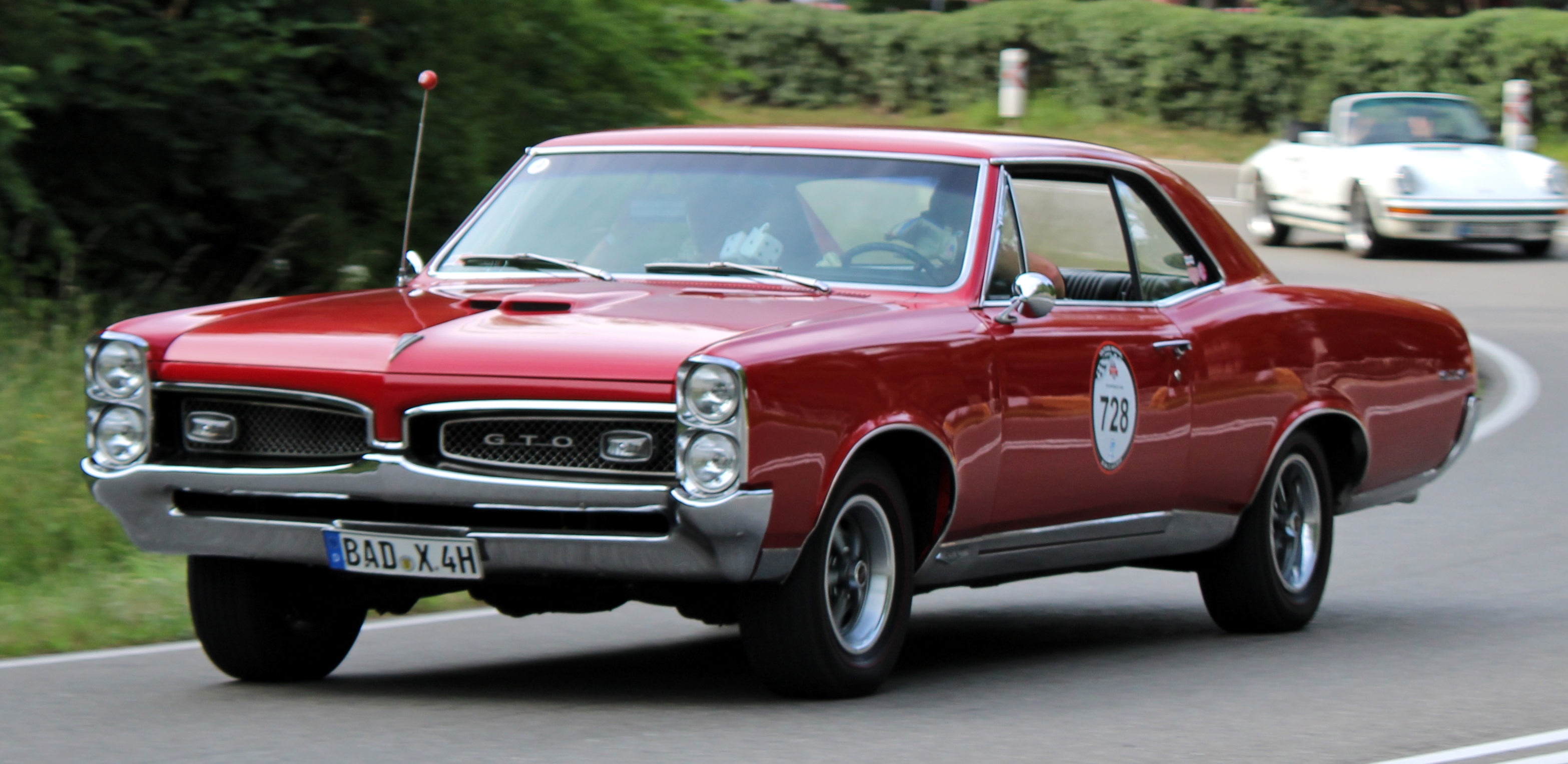
1967 Hardtop-Coupé
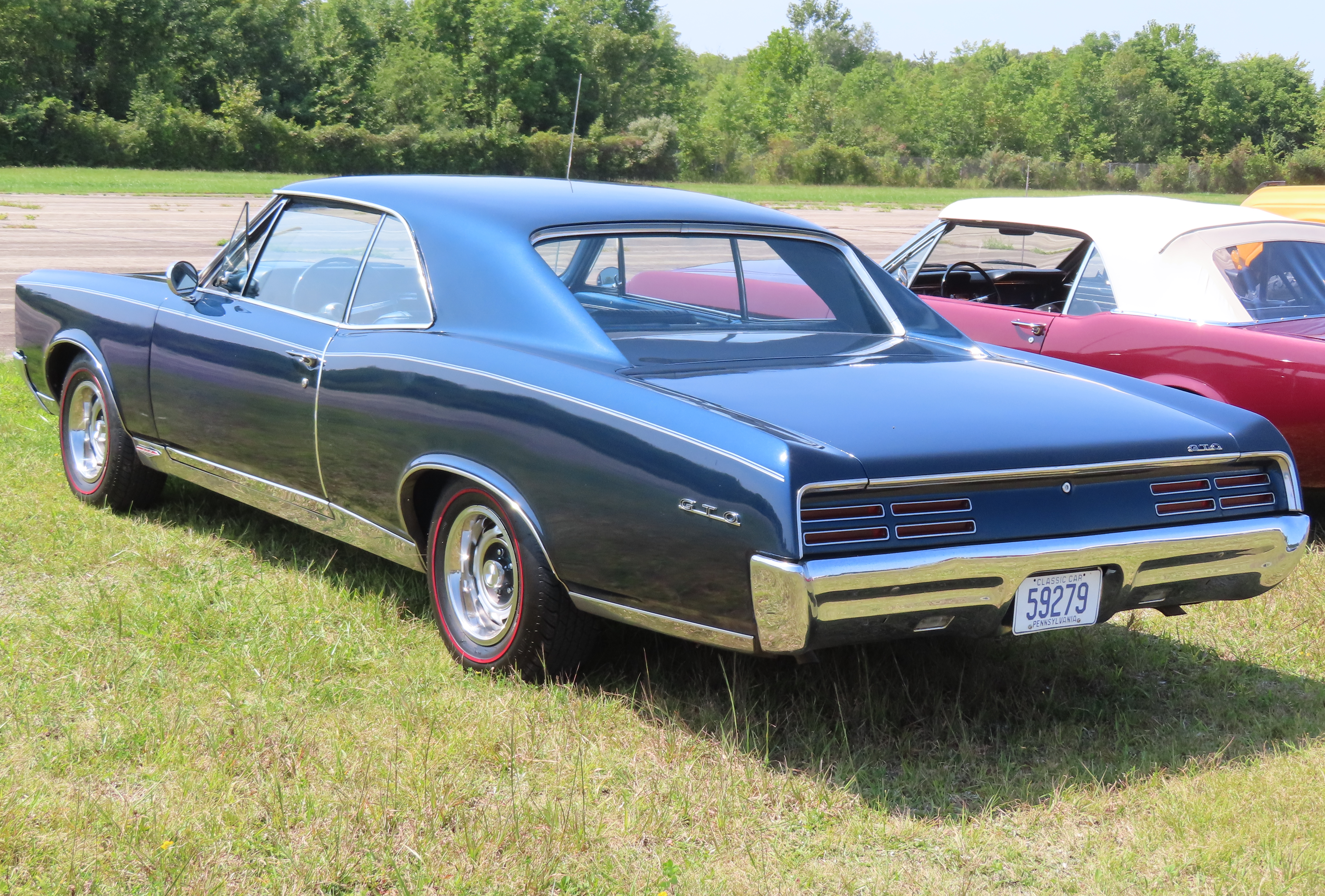
1967 Hardtop Heck

### Preisentwicklung Modelljahre 1964–1967
Der Listenpreis bezieht sich auf die jeweils kleinste Motorisierung ohne weitere Optionen. In den hellblauen Spalten, sind die gerundeten Preise nach Bereinigung der Inflation (mit Stand 2025) und Umrechnung zum aktuellen Wechselkurs von USD in EURO, für jeweils das erste und letzte Modelljahr, in dem die Variante erschien, zu finden.
| Typ oder Option                          | ca. Preis 2025 in EUR | 1. Generation | 1. Generation | 1. Generation | 1. Generation | ca. Preis 2025 in EUR |
| Typ oder Option                          | ca. Preis 2025 in EUR | 1964          | 1965          | 1966          | 1967          | ca. Preis 2025 in EUR |
| ---------------------------------------- | --------------------- | ------------- | ------------- | ------------- | ------------- | --------------------- |
| Tempest LeMans Coupé mit GTO-Package     | 25.000                | 2.852         | 2.787         | 2.783         | 2.871         | 23.300                |
| Tempest LeMans Hardtop mit GTO-Package   | 26.000                | 2.963         | 2.855         | 2.847         | 2.935         | 24.200                |
| Tempest LeMans Cabriolet mit GTO-Package | 27.100                | 3.081         | 3.093         | 3.082         | 3.165         | 25.100                |

Quelle:

## 2. Generation (1968–1972)

### 1968
Das Modelljahr 1968 erhielt weitreichende Änderungen. Die Karosserie wurde runder, das Design ähnelte den anderen GM A-Body-Modellen. Die Heckscheibe lag flacher, wodurch der Wagen einen Fastback-Charakter erhielt. Der Radstand wurde auf 112 Zoll (ca. 2845 mm) verkürzt. Die Frontpartie erhielt eine markanter ausgeformte Nase; die bisherige, eigenständige Stoßstange entfiel zugunsten eines umlaufenden Rahmens um den Kühlergrill. Dieser war mit dem von GM als „Endura“ bezeichneten, hartgummiartigen Material beschichtet, das in Wagenfarbe lackiert wurde. Das Styling erinnert an den 1967 Pontiac Firebird, mit dem Unterschied, dass die Front des GTO komplett lackiert war. Käufern, denen die diese neue Variante nicht gefiel, konnten als Entfallposition die Chrom-Stoßstange des Tempest wählen. Die Scheinwerfer verschwanden hinter Klappen im Grill. Die Heckstoßstange wurde sehr üppig ausgeführt und enthielt die Rückleuchten. Es gab kein echtes Coupé mehr. Der 68er GTO war als Hardtop für 3101 USD (77.704 Einheiten) und das Cabriolet für 3996 USD (9980 Fahrzeuge) lieferbar.
Die Zeitschrift Motor Trend wählte den GTO zum „Auto des Jahres“.
| Motorname                           | 400                                   | 400                                   | 400                                   | 400                                   |
| Bezeichnung                         | Base                                  | H.O.                                  | Ram Air                               | Ram Air (ab 1968 1/2)                 |
| ----------------------------------- | ------------------------------------- | ------------------------------------- | ------------------------------------- | ------------------------------------- |
| Leistung in brutto SAE-HP bei min−1 | 350 SAE-HP bei 5000                   | 360 SAE-HP bei 5100                   | 360 SAE-HP bei 5400                   | 370 SAE-HP bei 5500                   |
| Verdichtung                         | 10,75 : 1                             | 10,75 : 1                             | 10,75 : 1                             | 10,75 : 1                             |
| Gemischaufbereitung                 | Ein Fallstrom-Doppel-Registervergaser | Ein Fallstrom-Doppel-Registervergaser | Ein Fallstrom-Doppel-Registervergaser | Ein Fallstrom-Doppel-Registervergaser |

### 1969
Für 1969 gab es Änderungen im Detail. Die beim 1968er Modell um die Ecke gezogenen Blink-Standleuchten saßen in der Frontschürze, waren größer und hatten einen Chromrand sowie eine horizontale und vertikale Chromleiste. Die Funktion der Standleuchten wurde von einer kleinen runde Leuchte im unteren Bereich des vorderen Kotflügels auf beiden Seiten übernommen. Der Grill erhielt mittig eine Chromspange über die gesamte Breite der beiden Grillhälften. Die Wahl der Chromstoßstange stand nicht mehr zur Verfügung. Der GTO war nur noch mit der „Endura“-Stoßstange lieferbar. Die kleinen Dreiecksfenster der Türen entfielen zu Gunsten ganzflächig zu öffnenden Seitenfenstern. Die Heckstoßstange wurde kleiner ausgeführt und umrahmt nicht mehr die Rückleuchten.
Das Sondermodell „The Judge“ wurde am 19. Dezember 1968 als weiteres Ausstattungspaket auf den Markt gebracht. Der Judge war anfänglich nur in Orange verfügbar und hatte einen dreifarbigen Streifen an der Oberkante der vorderen Kotflügel, von der Spitze bis zur C-Säule. Zusätzlich prangte zwischen den Radkasten und der Frontmaske der Schriftzug „The Judge“. Weiteres Merkmal war ein Heckspoiler. Der Judge hatte den 400 in³ (6,6 Liter) RamAir III V8 mit 366 bhp als Standard, womit 6725 Stück ausgerüstet wurden. Gegen Aufpreis konnte auch hier der mit dem RamAir IV ausgestattete V8 mit 370 bhp geordert werden, es entschieden sich 362 Käufer für diese Mehrleistung. Vom „The Judge“ wurde 6725 Hardtops und 108 Cabriolets verkauft.
| Motorname                           | 400                                   | 400                                   | 400                                   | 400                                   |
| Bezeichnung                         | Economy                               | Base                                  | Ram Air III                           | Ram Air IV                            |
| ----------------------------------- | ------------------------------------- | ------------------------------------- | ------------------------------------- | ------------------------------------- |
| Leistung in brutto SAE-HP bei min−1 | 265 SAE-HP bei 4600                   | 350 SAE-HP bei 5000                   | 366 SAE-HP bei 5100                   | 370 SAE-HP bei 5500                   |
| Verdichtung                         | 8,6 : 1                               | 10,75 : 1                             | 10,75 : 1                             | 10,5 : 1                              |
| Gemischaufbereitung                 | Ein Fallstrom-Doppel-Registervergaser | Ein Fallstrom-Doppel-Registervergaser | Ein Fallstrom-Doppel-Registervergaser | Ein Fallstrom-Doppel-Registervergaser |

### 1970
Der GTO für das Modelljahr 1970 erhielt eine geänderte Front. Die Doppelscheinwerfer waren nicht mehr hinter Abdeckungen versteckt, sondern lagen frei und hatten einen breiten Chromring, aber immer noch keine Chromstoßstange wie der Tempest. Der Grill wurde dadurch etwas schmaler und trug im fahrerseitigen Ausschnitt den GTO-Schriftzug. Die Frontmaske war mit einer Endura genannten gummiartigen Farbe beschichtet, welche GM ab 1969 bei verschiedenen Modellen des Konzerns anbot. Die Standardmotorisierung war wieder der 400 in³ (6,6 Liter) V8 mit 350 bhp bei einer Verdichtung von 10,25 : 1 und der verstärkten 3-Gang-Handschaltung. Der Motor enthielt einige innovative Änderungen. So wurde der Brennraum der Zylinderköpfe kugelförmig gestaltet und eine computeroptimierte Nockenwelle eingesetzt. Die RamAir III-Variante leistete noch immer 366 bhp und der Motor mit RamAir IV 370 bhp. In allen GTOs konnte ab diesem Jahr ein 455 in³ (7,5 Liter) Motor mit 360 bhp als Extra bestellt werden.
„The Judge“ war auch in diesem Modelljahr verfügbar. Die Ausstattungsvariante unterschied sich nicht mehr in der Motorleistung, sondern in der Ausstattung und den Judge-Extras wie dem Heckspoiler, einem T-Kopf-Schalthebel, Rally II Rädern und weiteren optischen Unterschieden.
Für das Einstiegshardtop, welches 3267 USD kostete, entschieden sich 32.737 Käufer, wohingegen sich für das Cabriolet mit 3492 USD nur 3615 Interessenten fanden.
| Motorname                           | 400                                   | 400                                   | 400                                   | 455                                   |
| Bezeichnung                         | Base                                  | Ram Air III                           | Ram Air IV                            |                                       |
| ----------------------------------- | ------------------------------------- | ------------------------------------- | ------------------------------------- | ------------------------------------- |
| Leistung in brutto SAE-HP bei min−1 | 350 SAE-HP bei 5000                   | 366 SAE-HP bei 5100                   | 370 SAE-HP bei 5500                   | 360 SAE-HP bei 4300                   |
| Verdichtung                         | 10,25 : 1                             | 10,5 : 1                              | 10,5 : 1                              | 10 : 1                                |
| Gemischaufbereitung                 | Ein Fallstrom-Doppel-Registervergaser | Ein Fallstrom-Doppel-Registervergaser | Ein Fallstrom-Doppel-Registervergaser | Ein Fallstrom-Doppel-Registervergaser |

### 1971
Auch für dieses Modelljahr gab es überwiegend optische Veränderungen. Die Front erhielt einen weiter hervorstehenden und größeren Grill. Die Zweiteilung blieb, jedoch wurde der Rahmen „flacher“ und die ausgeprägte Nase wurde geglättet. Zudem wurde die Front um eine deutlich erkennbare Stoßstange ergänzt, welche in Wagenfarbe lackiert war. Die unter der Stoßstange eingesetzten Blickleuchten waren nicht mehr eckig, sondern rund. Die Motorhaube erhielt zwei Ansaugöffnungen im vorderen Bereich.
Motorseitig war für den GTO der 400er mit 300 bhp die Basis, optional war der 455er mit 325 bhp oder mit 355 bhp erhältlich. Die „The Judge“-Option kostete USD 395 zusätzlich und war mit dem 455 in³ (7,5 Liter) Motor mit 335 bhp motorisiert. Darin enthalten waren die gleichen Extras wie im Vorjahr. Es wurden 357 Coupés und 17 Cabriolets hergestellt. Im Jahr entstanden 9497 Coupés und 661 Cabrios.
| Motorname                           | 400                                   | 455                                   | 455                                   |
| ----------------------------------- | ------------------------------------- | ------------------------------------- | ------------------------------------- |
| Leistung in brutto SAE-HP bei min−1 | 300 SAE-HP bei 4800                   | 325 SAE-HP bei 4400                   | 335 SAE-HP bei 4800                   |
| Verdichtung                         | 8,2 : 1                               | 8,2 : 1                               | 8,4 : 1                               |
| Gemischaufbereitung                 | Ein Fallstrom-Doppel-Registervergaser | Ein Fallstrom-Doppel-Registervergaser | Ein Fallstrom-Doppel-Registervergaser |

### 1972
Der GTO verlor seine Eigenständigkeit. Wie bei seinem Markteintritt konnte er ab 1972 als Ausstattungspaket des LeMans Coupés oder Hardtop-Coupés geordert werden. Optisch unterschied er sich in unbedeutenden Kleinigkeiten vom GTO-Vorjahresmodell. Jedoch deutlich vom LeMans, welcher an der Front eine auffällige Chromstoßstange trug. Spezielle Ausstattungsdetails, wie die Motorhaube mit den Ansaugöffnungen waren auch beim normalen LeMans bestellbar, wodurch der GTO seinen exklusiveren Status verlor.
Serienmotor war der 400 in³ (6,6 Liter) mit 250 hp bei 4400 min−1. Als Extra konnten drei Leistungsstufen des 455 in³ (7,5 Liter) Motor geordert werden. Eine Variante mit 230 hp bei 4400 min−1 sowie 250 hp bei 3600 min−1 mit einer Kompression von 8,2 : 1 oder den mit einem Doppel-Registervergaser bestückten stärkeren 455 HO mit 300 hp bei 4000 min−1 und einer Kompression von 8,4 : 1.
Im Modelljahr wurde 5807 LeMans mit dem GTO-Paket ausgeliefert.
| Motorname                          | 400                                   | 455                                   | 455                                   | 455                                   |
| ---------------------------------- | ------------------------------------- | ------------------------------------- | ------------------------------------- | ------------------------------------- |
| Leistung in netto SAE-HP bei min−1 | 250 SAE-HP bei 4400                   | 230 SAE-HP bei 4400                   | 250 SAE-HP bei 3600                   | 300 SAE-HP bei 4000                   |
| Verdichtung                        | 8,2 : 1                               | 8,2 : 1                               | 8,2 : 1                               | 8,4 : 1                               |
| Gemischaufbereitung                | Ein Fallstrom-Doppel-Registervergaser | Ein Fallstrom-Doppel-Registervergaser | Ein Fallstrom-Doppel-Registervergaser | Ein Fallstrom-Doppel-Registervergaser |

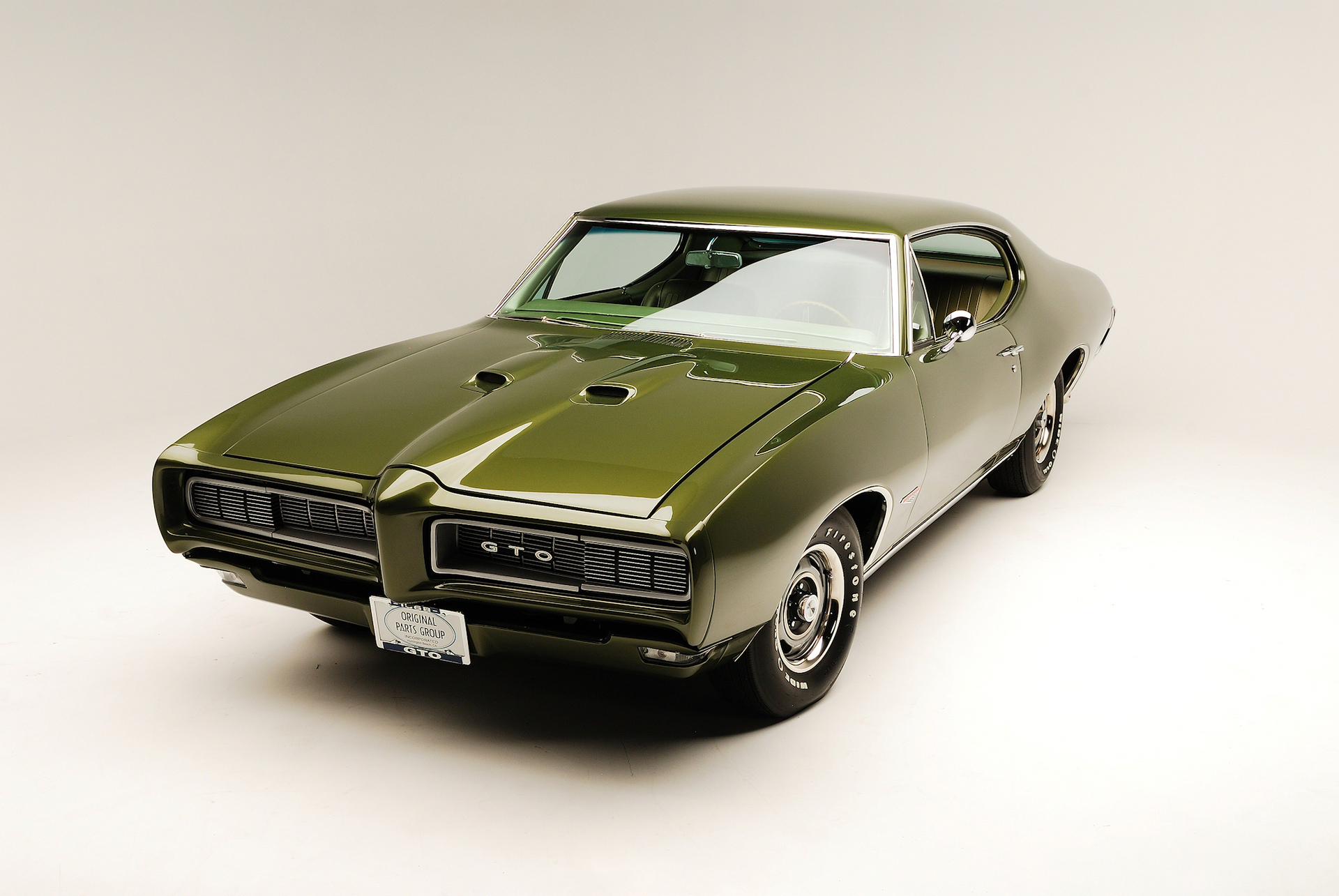
1968 Front
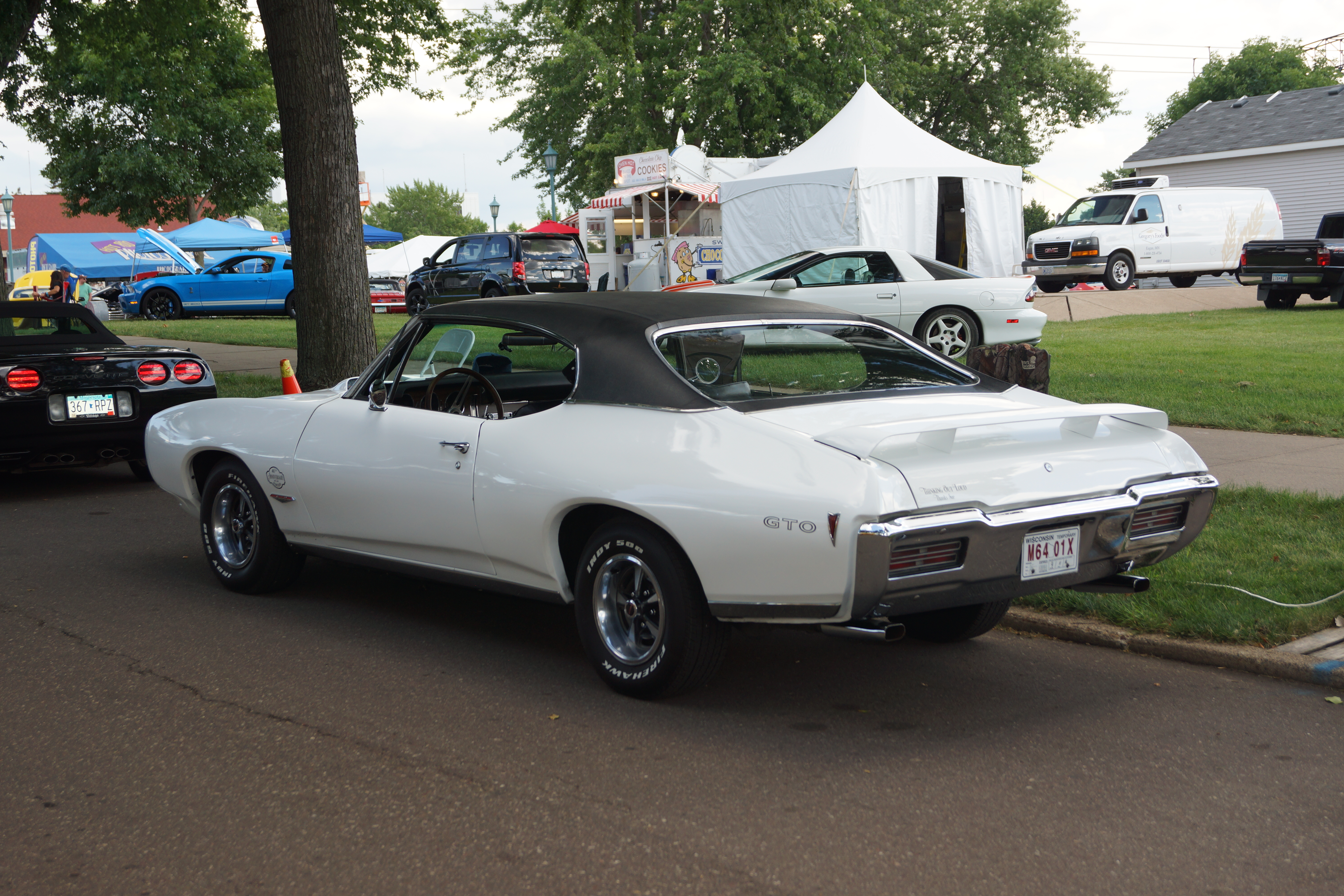
1968 Heckansicht
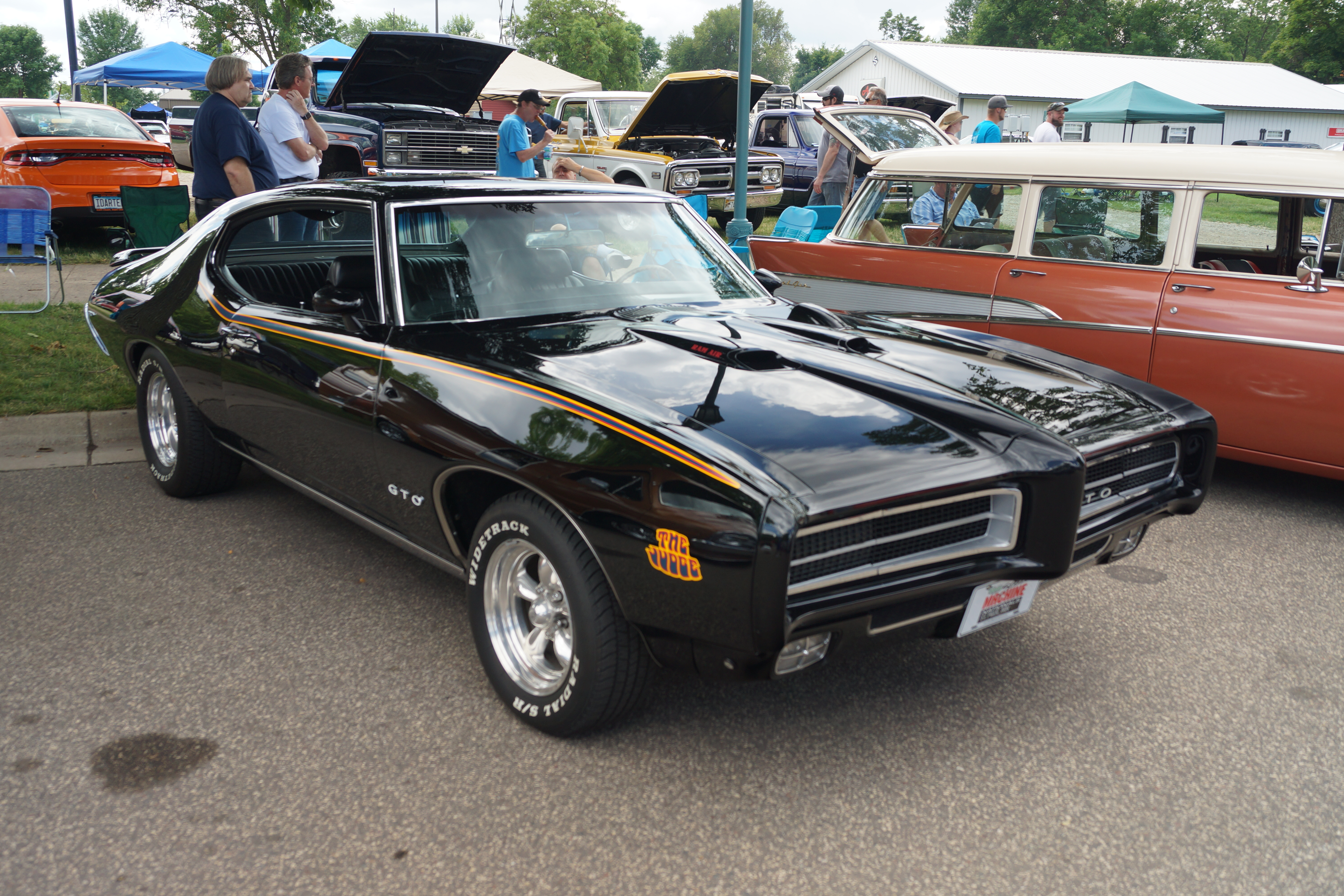
1969 Front Judge
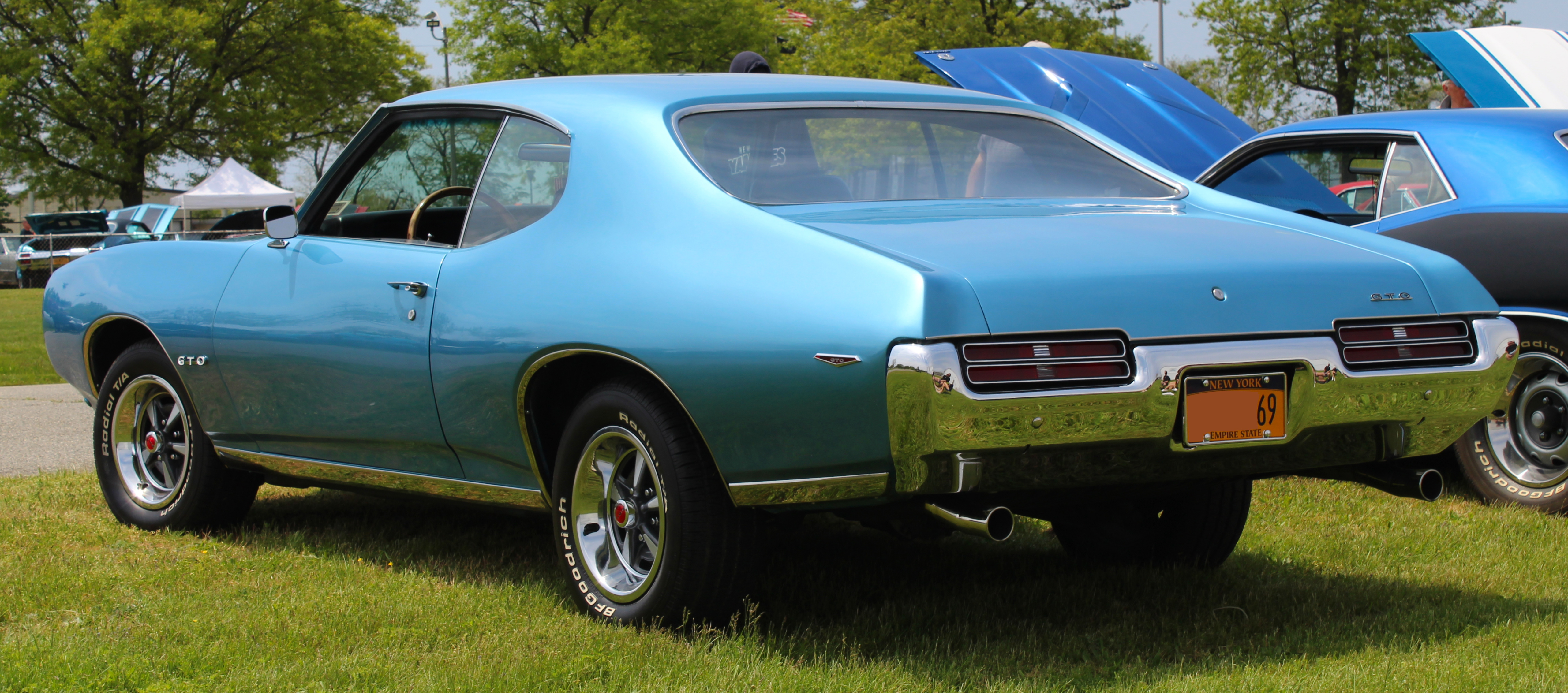
1969 Heck
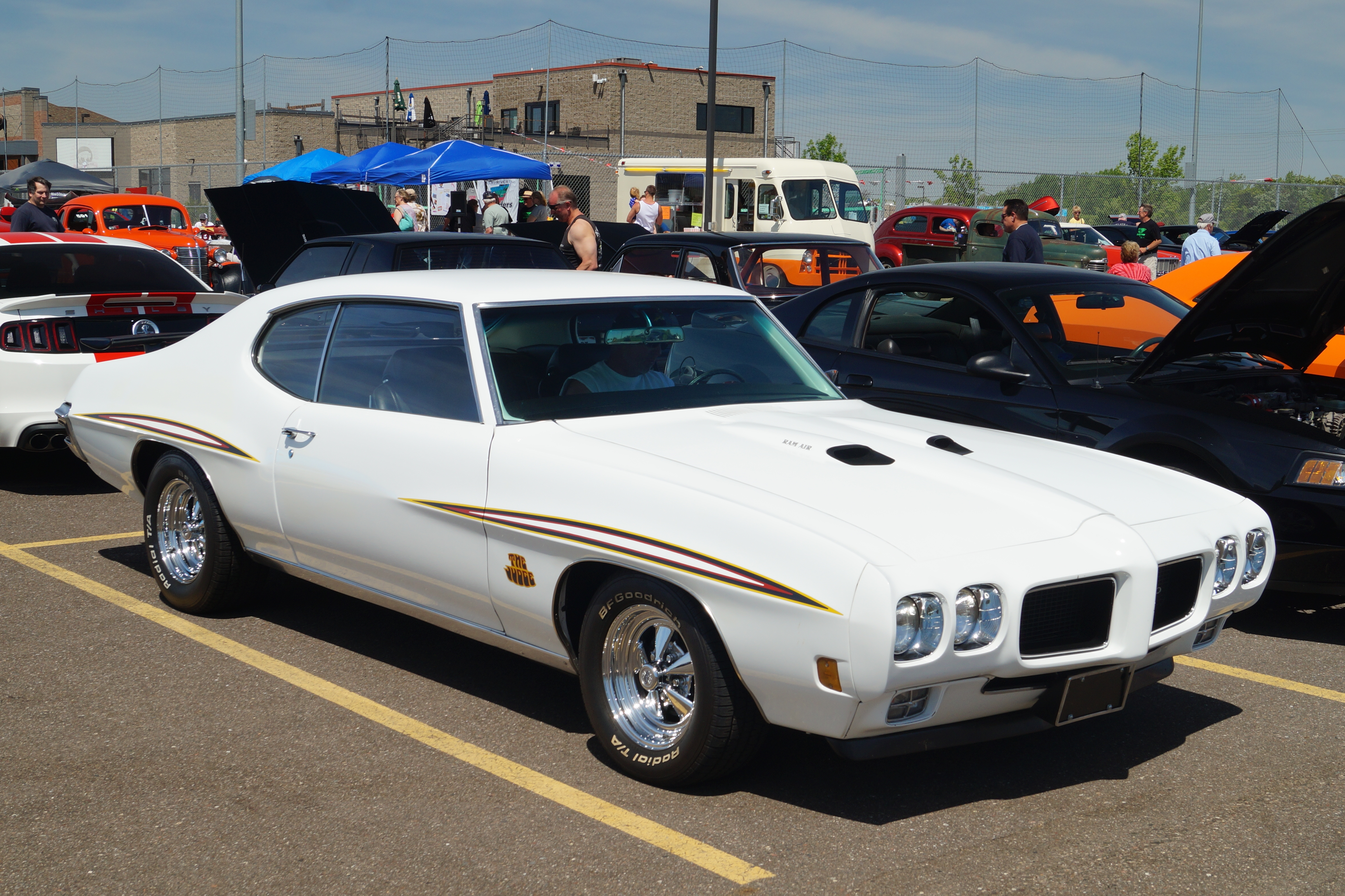
1970 Front Judge
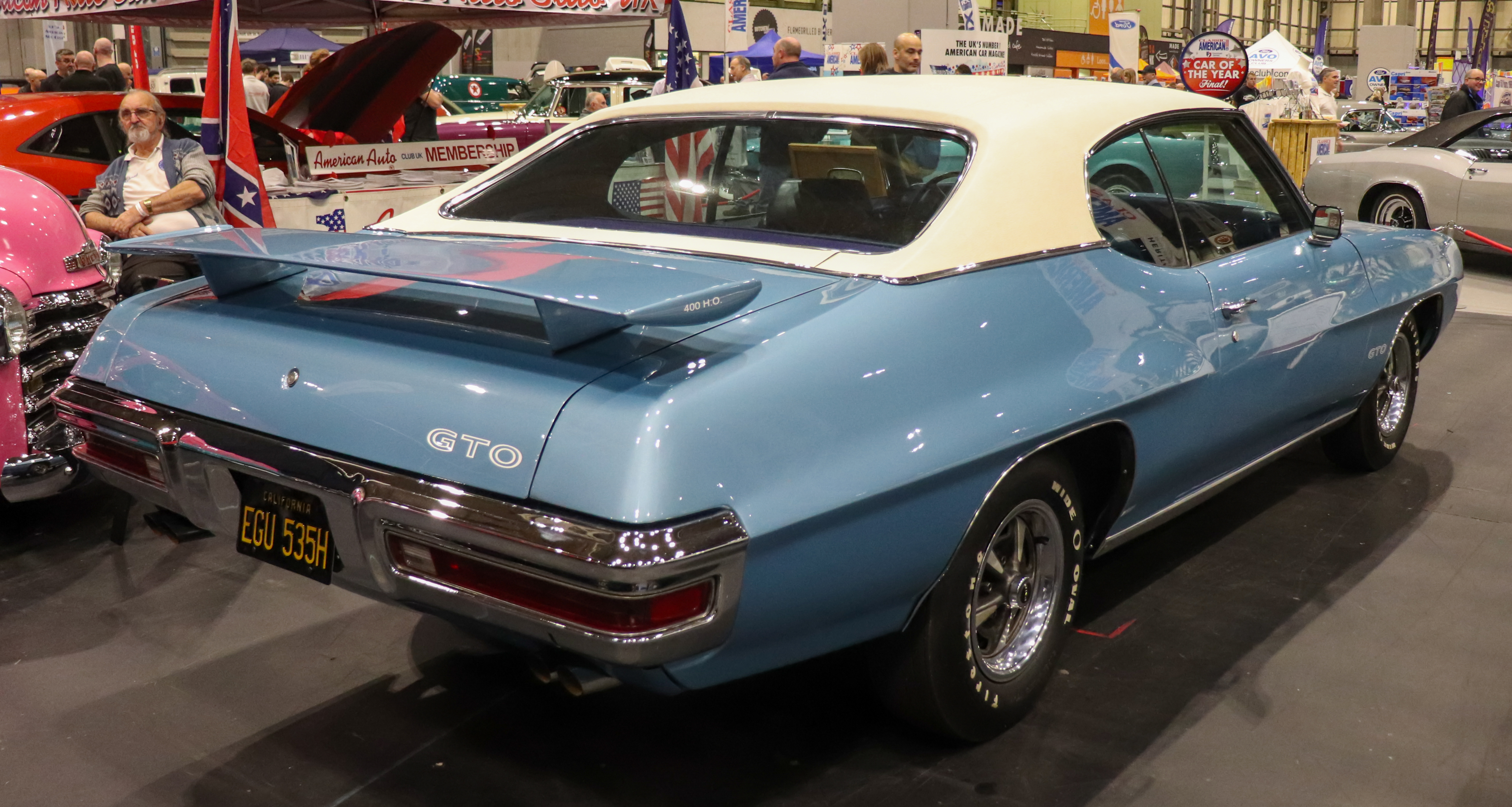
1970 Heck mit optionalem Heckspoiler
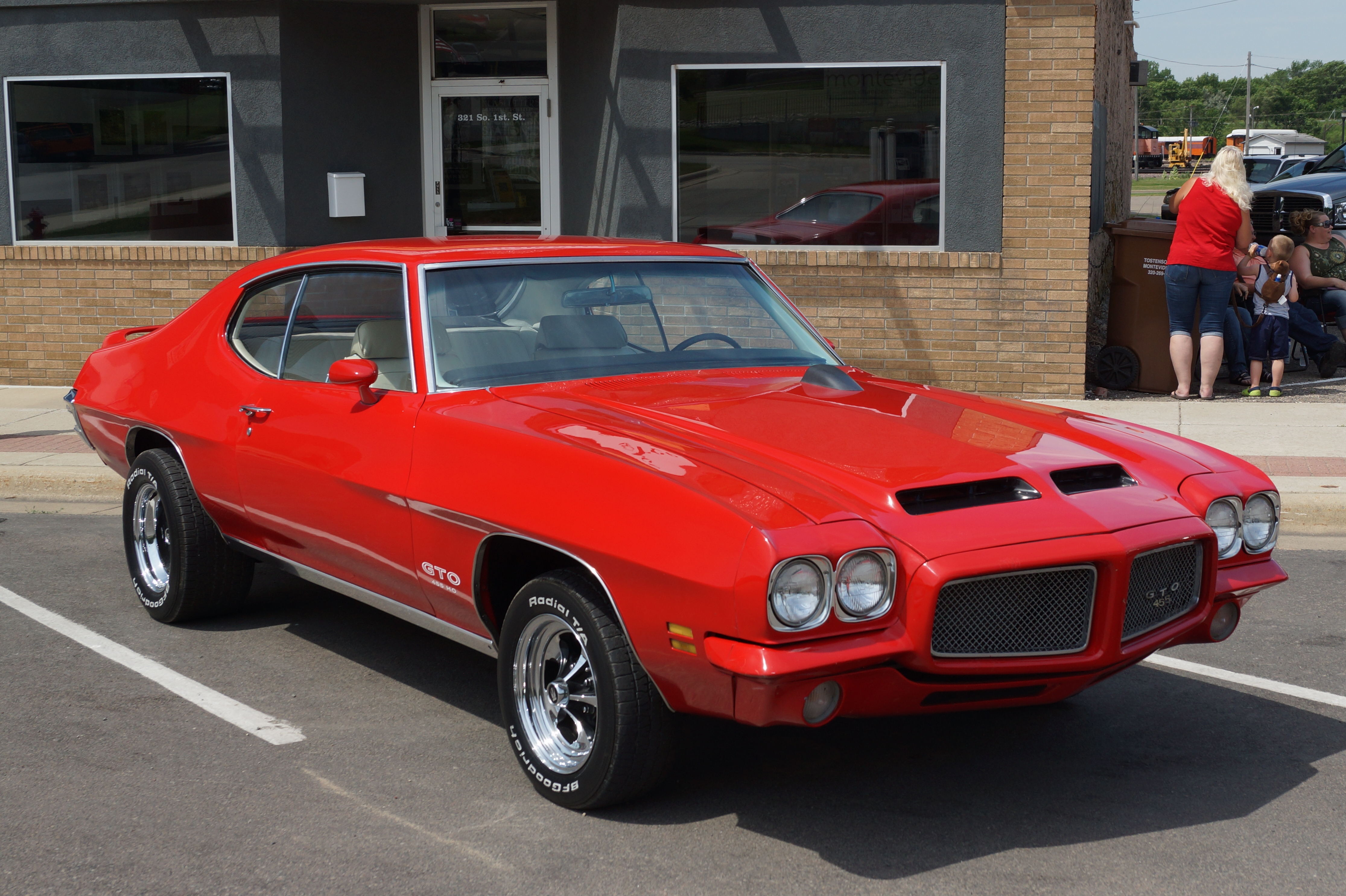
1971 Front
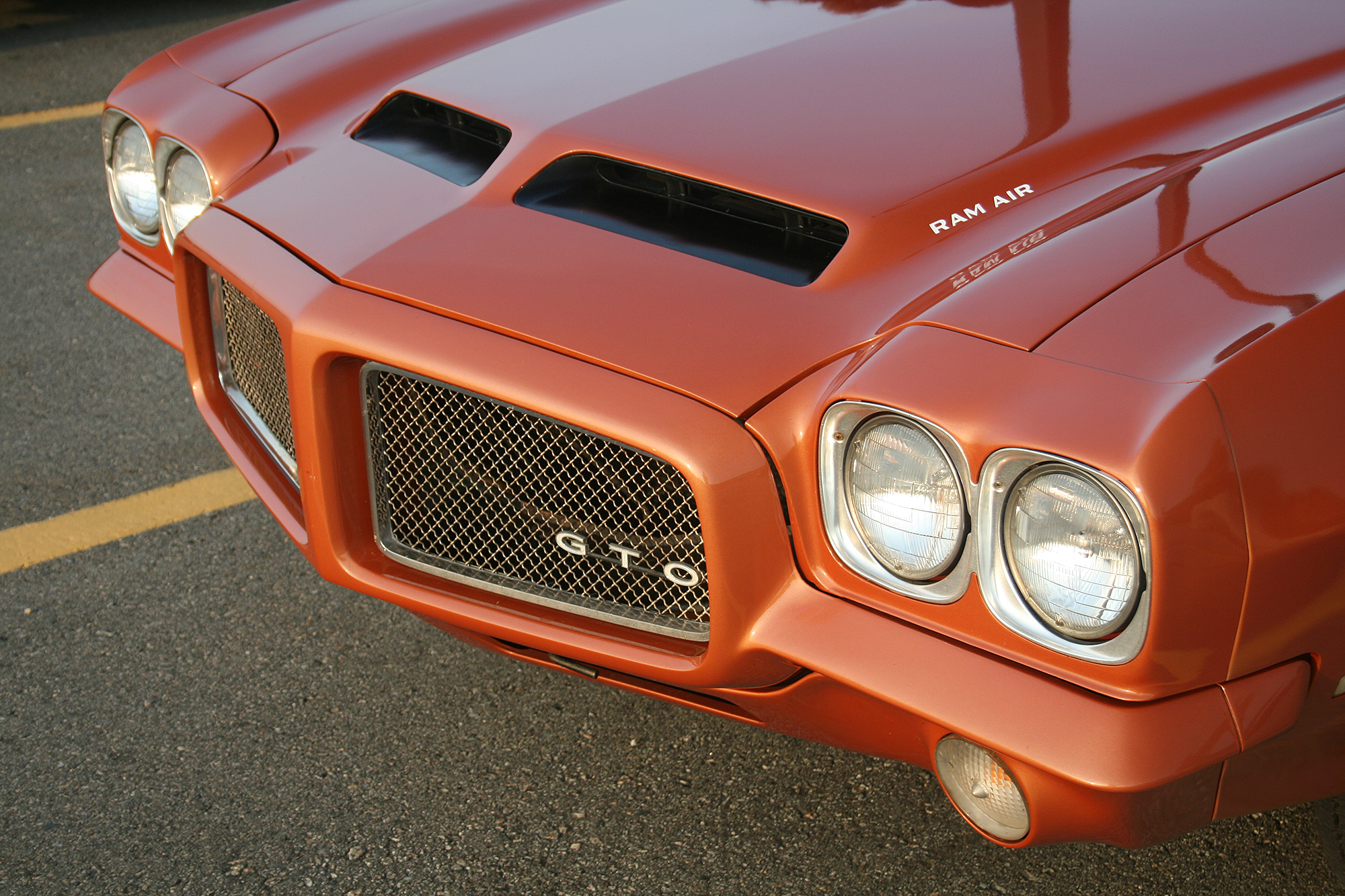
1971 Front Endura-Stoßstange

### Preisentwicklung Modelljahre 1968–1972
Der Listenpreis bezieht sich auf die jeweils kleinste Motorisierung ohne weitere Optionen. In den hellblauen Spalten, sind die gerundeten Preise nach Bereinigung der Inflation (mit Stand 2025) und Umrechnung zum aktuellen Wechselkurs von USD in EURO, für jeweils das erste und letzte Modelljahr, in dem die Variante erschien, zu finden.
| Typ oder Option                | ca. Preis 2025 in EUR | 2. Generation | 2. Generation | 2. Generation | 2. Generation | 2. Generation | ca. Preis 2025 in EUR |
| Typ oder Option                | ca. Preis 2025 in EUR | 1968          | 1969          | 1970          | 1971          | 1972          | ca. Preis 2025 in EUR |
| ------------------------------ | --------------------- | ------------- | ------------- | ------------- | ------------- | ------------- | --------------------- |
| GTO Hardtop                    | 23.500                | 2.996         | 2.831         | 3.267         | 3.446         |               | 23.200                |
| GTO Cabriolet                  | 24.300                | 3.101         | 3.382         | 3.492         | 3.676         |               | 24.700                |
| GTO Hardtop Judge              | 23.500                |               | 3.161         | 3.604         | 3.840         |               | 25.800                |
| GTO Cabriolet Judge            | 31.300                |               | 4.212         | 3.829         | 4.070         |               | 27.400                |
| LeMans Coupé mit GTO-Package   | 20.700                |               |               |               |               | 3.184         | 20.700                |
| LeMans Hardtop mit GTO-Package | 21.600                |               |               |               |               | 3.313         | 21.600                |

Quelle:

## 3. Generation (1973)
Der GTO war weiterhin als Ausstattungspaket des LeMans bestellbar. Das Modelljahr erhielt eine umfangreiche Überarbeitung. In den Baureihen LeMans und LeMans Sport war es möglich die Coupé-Varianten als GTO zu bestellen. Das Basis-LeMans-Coupé verfügte über eine Stoff- und Vinyl- oder Vollvinyl-Sitzbank, während das aufwändigere LeMans Sport Coupe eine Vollvinyl-Innenausstattung mit einzelnen Vordersitzen und einer Rücksitzbank mit klappbarer Armlehne hatte. Das LeMans Sport Coupe verfügte außerdem über hintere Seitenfenster mit Lamellen aus dem Grand Am anstelle der standardmäßigen dreieckigen Fenster des Basis-LeMans.
Neue Bundesgesetze für 1973 verlangten vordere Stoßstangen, die einen Aufprall mit 8 km/h (5 Meilen pro Stunde) ohne Beschädigung der Karosserie überstehen konnten (für hintere Stoßstangen wurden dies 1974 zur Norm). Das Ergebnis war die Verwendung von markanten und schweren Chromstoßstangen an Front und Heck. Das Gesamtstyling der 1973er Pontiac A-Body-Reihen (LeMans, Luxury LeMans, GTO und Grand Am) wurde von der Öffentlichkeit im Allgemeinen nicht gut angenommen.
Als Serienmotor war der 400 in³ (6,6 Liter) jetzt mit 230 nhp bei 4400 min−1 und einer Kompression von 8 : 1 verfügbar.
Auf Grund gesetzlicher Forderungen mussten die Motorleistungen als netto SAE-HP angegeben werden. Damit „sank“ die angegebene Leistung von 250 bhp auf die v. g. 230 nhp. Weiterhin verfügbar war der 455 (7,5 Liter), dieser aber ausschließlich mit Automatikgetriebe.
Es wurden 4806 Fahrzeugen mit dem GTO-Ausstattungspaket verkauft.

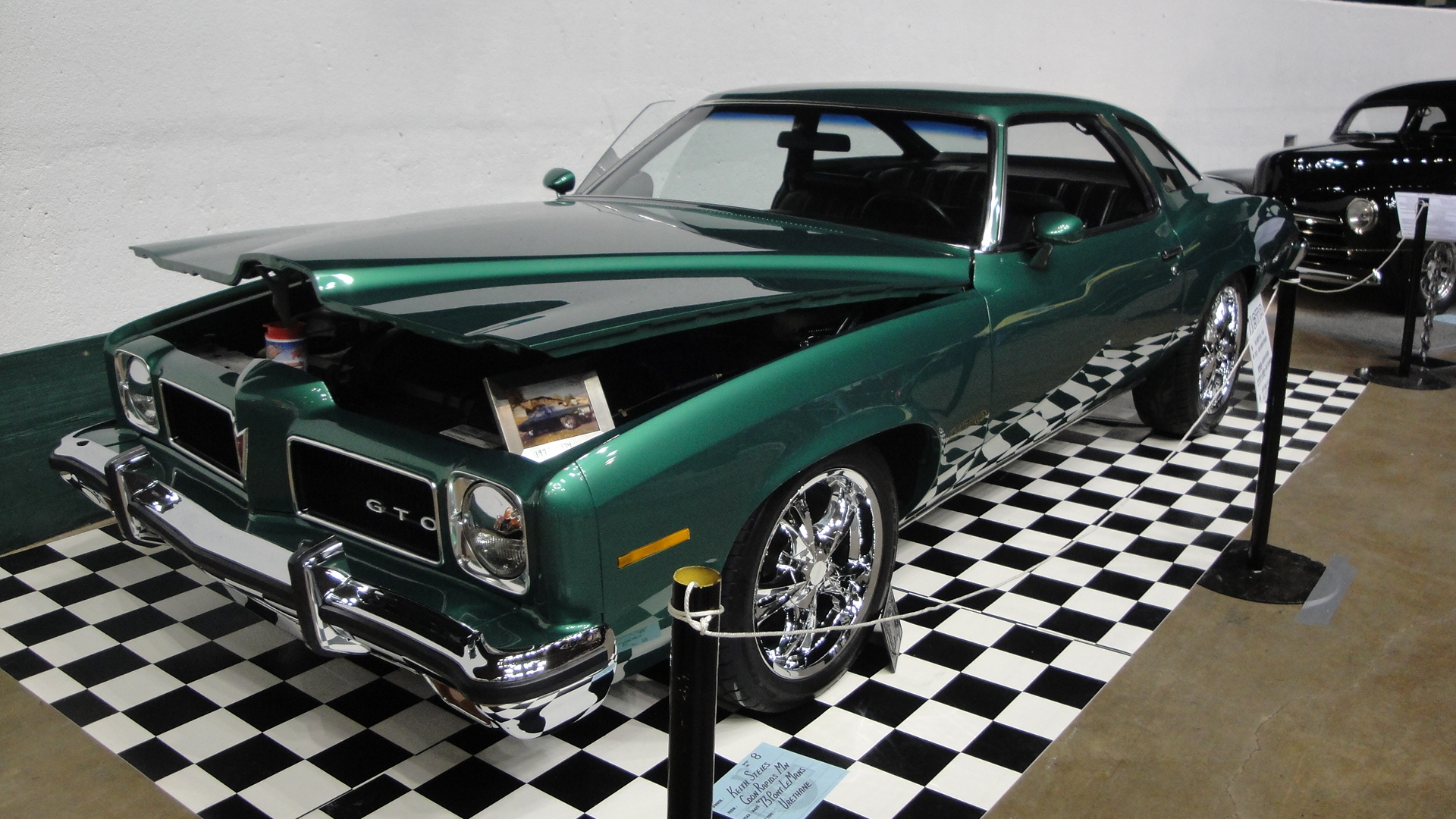
1973 Pontiac Lemans GTO
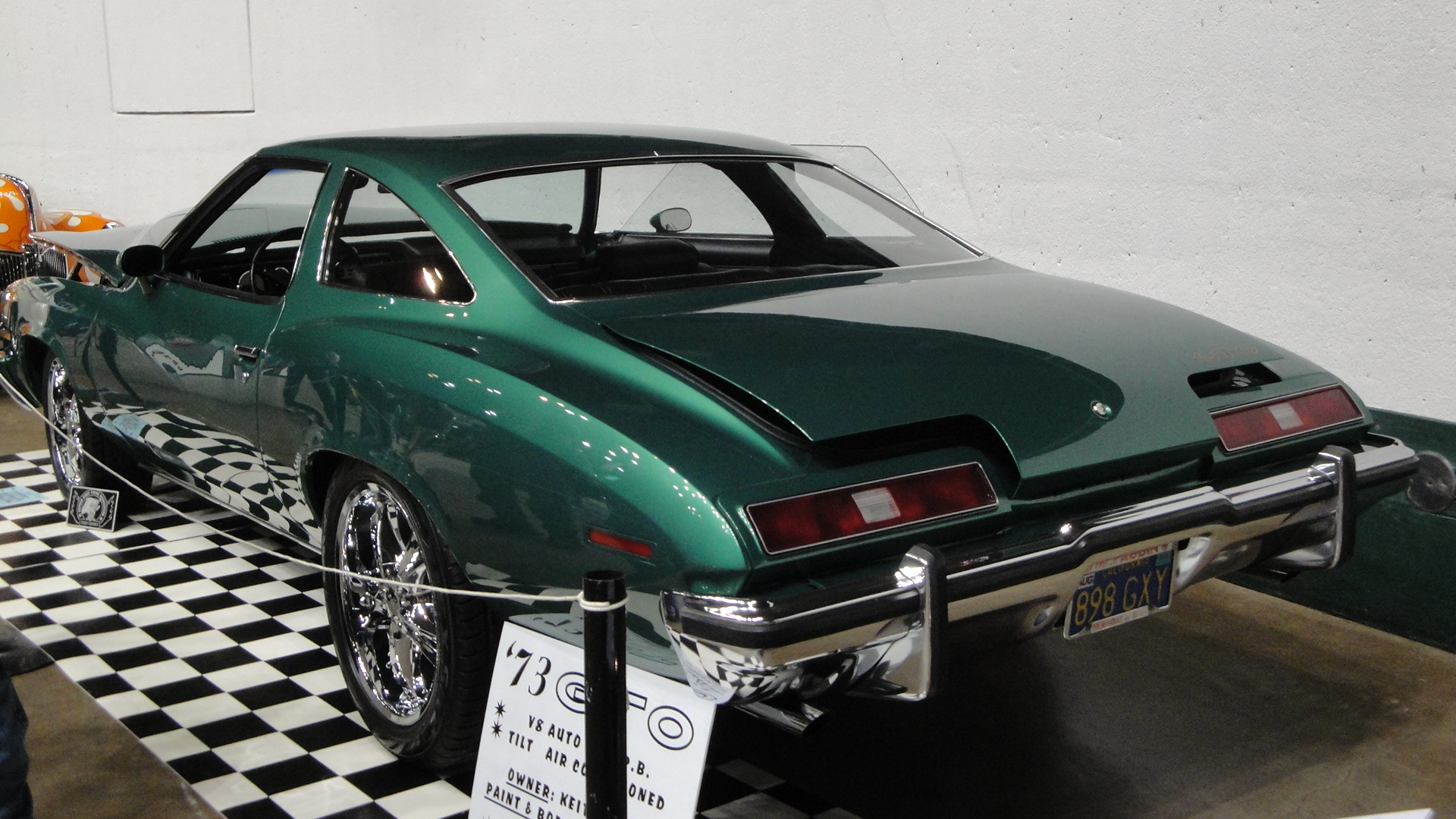
1973 Pontiac Lemans GTO Heckansicht

| Motorname                          | 400                                   | 455                                   |
| ---------------------------------- | ------------------------------------- | ------------------------------------- |
| Leistung in netto SAE-HP bei min−1 | 230 SAE-HP bei 4400                   | 250 SAE-HP bei 4000                   |
| Verdichtung                        | 8 : 1                                 | 8 : 1                                 |
| Gemischaufbereitung                | Ein Fallstrom-Doppel-Registervergaser | Ein Fallstrom-Doppel-Registervergaser |

## 4. Generation (1974)
Für das Modelljahr suchte Pontiac nach einer besseren Basis für den GTO. Der LeMans erfüllte nicht mehr die Vorstellungen eines sportlichen die Jugend ansprechenden Fahrzeuges, welches mit den Modellen Plymouth Duster 360, Ford Maverick Grabber und AMC Hornet X konkurrieren konnte. Dies war auch erforderlich, um den internen Wettbewerb mit dem Pontiac Grand Am zu vermeiden. Im Konzernregal gab es stattdessen den Pontiac Ventura, auf dessen neuer Basis der Ventura GTO entstand. Der Ventura teilte seine Grundkarosserie und das Blechkleid mit dem Chevrolet Nova. Die GTO-Option war sowohl in der Basisversion des Ventura als auch des Ventura Custom als zweitüriges Coupé oder als Schrägheck-Coupé erhältlich.
Die 400 in³ (6,6 Liter) und 455 in³ (7,5 Liter) Motoren entfielen, es wurde ein 350 in³ (5,7 Liter) Motor mit 165 nhp und einem manuellen Drei-Gang-Getriebe verwendet. Dies war erforderlich, um die gesetzlich geltenden Anforderungen zum Emissionsschutz einhalten zu können. Der Basispreis des GTO betrug 3212 USD.
Auf Grund des zuletzt schwachen Absatzes, mit 7058 verkauften Fahrzeugen, wurde Mitte 1974 die Produktion des GTO oder so benannter Ausstattungsvarianten eingestellt.

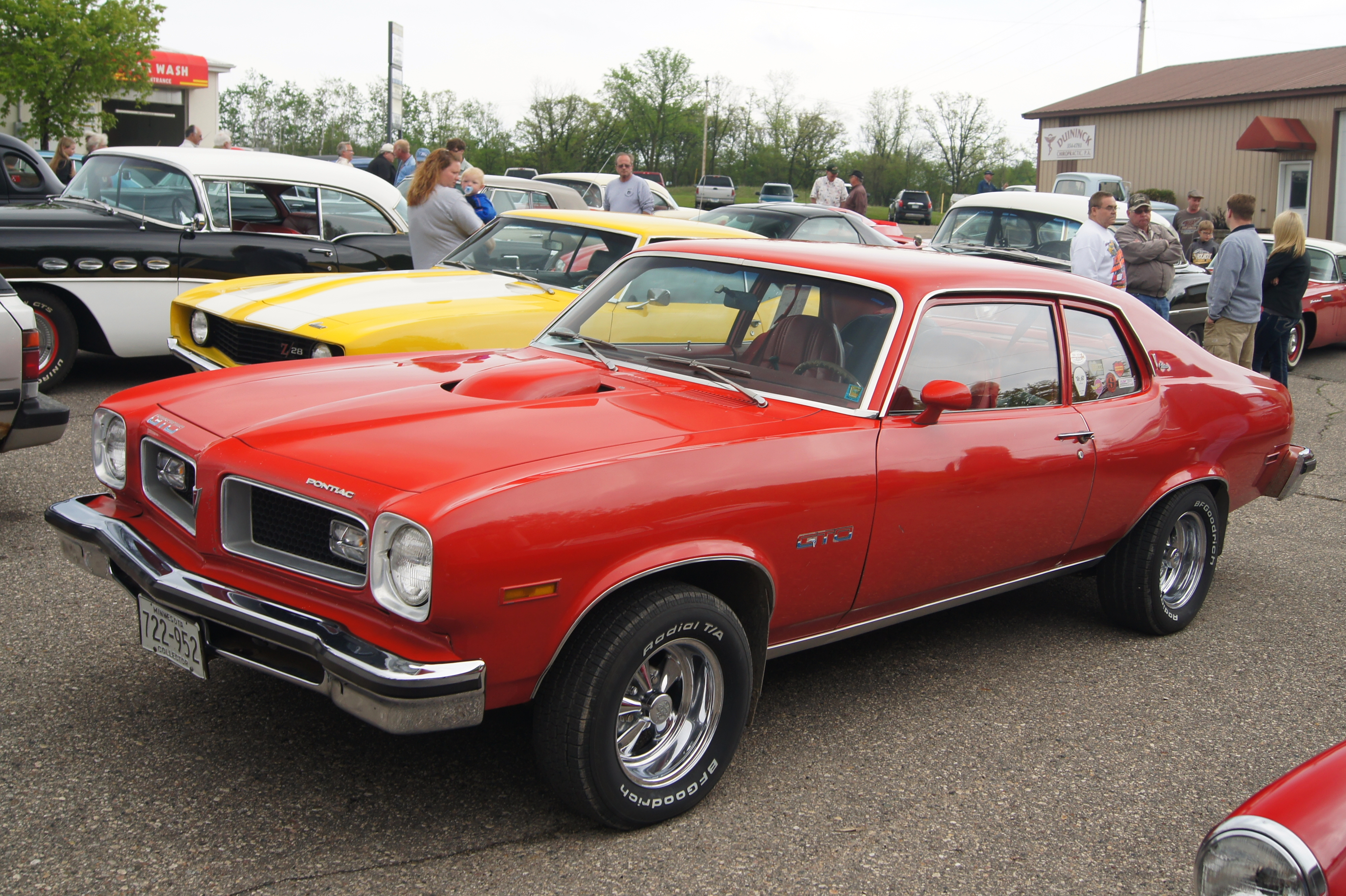
1974 Pontiac Ventura Custom GTO
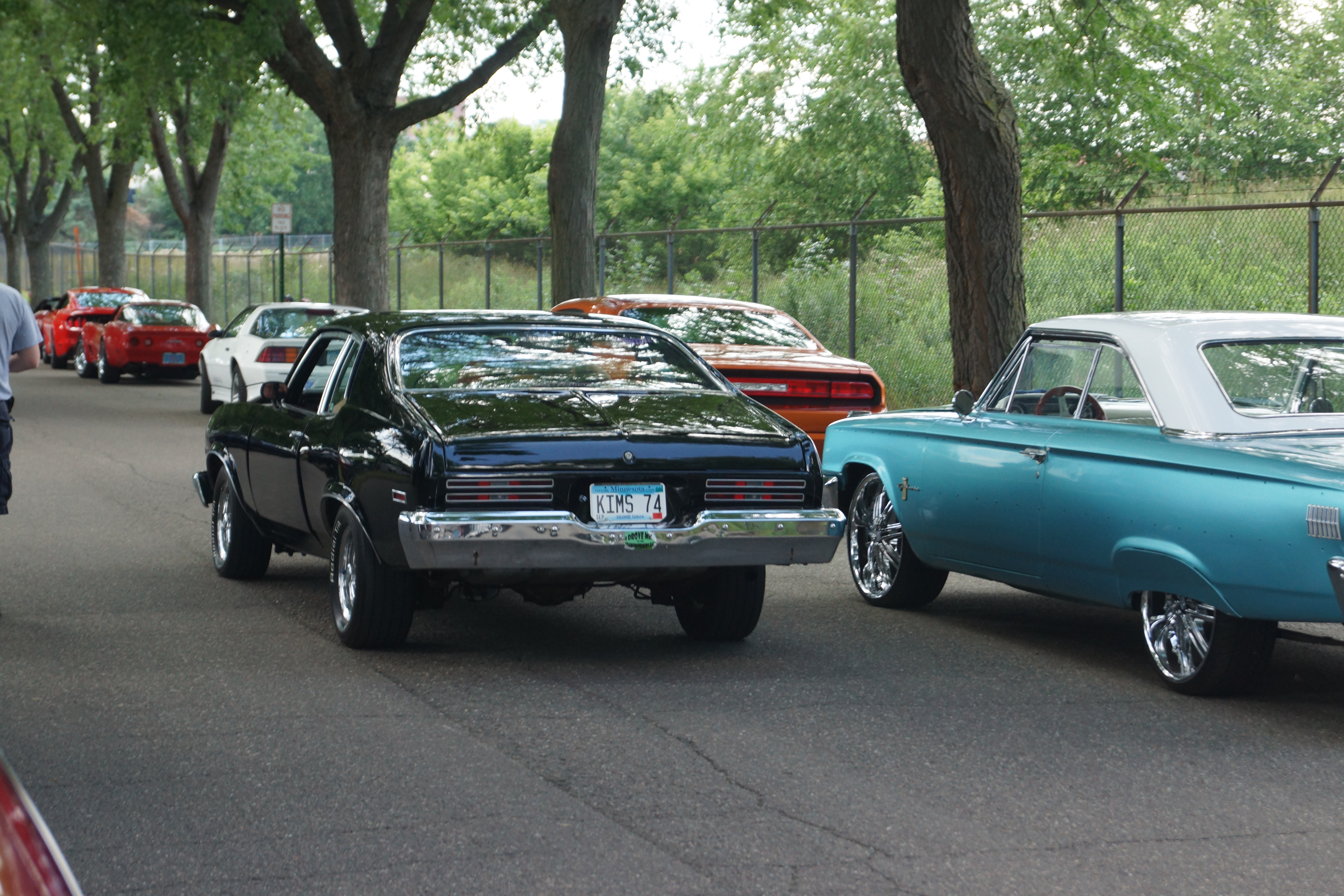
1974 Pontiac Ventura Heckansicht

| Motorname                          | 350                                   |
| ---------------------------------- | ------------------------------------- |
| Leistung in netto SAE-HP bei min−1 | 185 SAE-HP bei 4000                   |
| Verdichtung                        | 7,6 : 1                               |
| Gemischaufbereitung                | Ein Fallstrom-Doppel-Registervergaser |

### Preisentwicklung Modelljahre 1973–1974
Der Listenpreis bezieht sich auf die jeweils kleinste Motorisierung ohne weitere Optionen. In den hellblauen Spalten, sind die gerundeten Preise nach Bereinigung der Inflation (mit Stand 2025) und Umrechnung zum aktuellen Wechselkurs von USD in EURO, für das jeweilige Modelljahr, in dem die Variante erschien, zu finden.
| Typ oder Option                     | 3. Generation | ca. Preis 2025 in EUR |       | 4. Generation | ca. Preis 2025 in EUR |
| Typ oder Option                     | 1973          | ca. Preis 2025 in EUR | 1974  |               | ca. Preis 2025 in EUR |
| ----------------------------------- | ------------- | --------------------- | ----- | ------------- | --------------------- |
| LeMans Hardtop mit GTO-Option       | 3.406         | 20.900                |       |               |                       |
| LeMans Sport Hardtop mit GTO-Option | 3.494         | 21.400                |       |               |                       |
| Ventura Coupé mit GTO-Option        |               |                       | 3.212 | 17.700        |                       |
| Ventura Custom Coupé mit GTO-Option |               |                       | 3.371 | 18.600        |                       |

Quelle:

## 5. Generation (2003–2006) auf Holden-Basis
Ende 2003 kam ein neuer GTO, basierend auf dem Holden Monaro, auf den amerikanischen Markt. Es war Pontiacs erster Eigenimport seit dem Pontiac LeMans (1988–1993).
Der Monaro war eine 2-türige Coupé-Variante des in Australien entwickelten Holden Commodore. Der Monaro wurde auch nach Großbritannien als Vauxhall Monaro und in den Mittleren Osten als Chevrolet Lumina SS exportiert. Der GTO wurde von der GM-Tochter Holden in Elizabeth, South Australia, montiert.
Standardmotorisierung war anfangs der Chevrolet LS1 V8, ab 2005 war der neue LS2 V8 verfügbar. Neu für 2005 waren ebenfalls funktionale Hood-Scoops (wenn auch kein Ram-Air-System), optionale 18-Zoll-Räder sowie ein Spoilerpaket.
Die früheren Modelle des GTO waren hauptsächlich für Viertelmeilenrennen bestimmt, die neuen Modelle dagegen wurden ebenso erfolgreich in den beliebten Driftrennen eingesetzt.

Am 21. Februar 2006 kündigte Buick-Pontiac-GMC-Geschäftsführer John Larson den Händlern an, dass GM die Importe des GTO im September einstellen würde, womit 2006 das letzte Modelljahr für den neuen GTO war. Die Gesamtproduktion für alle drei Jahre belief sich auf 40.808 Fahrzeuge. Die fünfte Generation des GTO war als limitierte Produktion für diese drei Jahre vorgesehen.

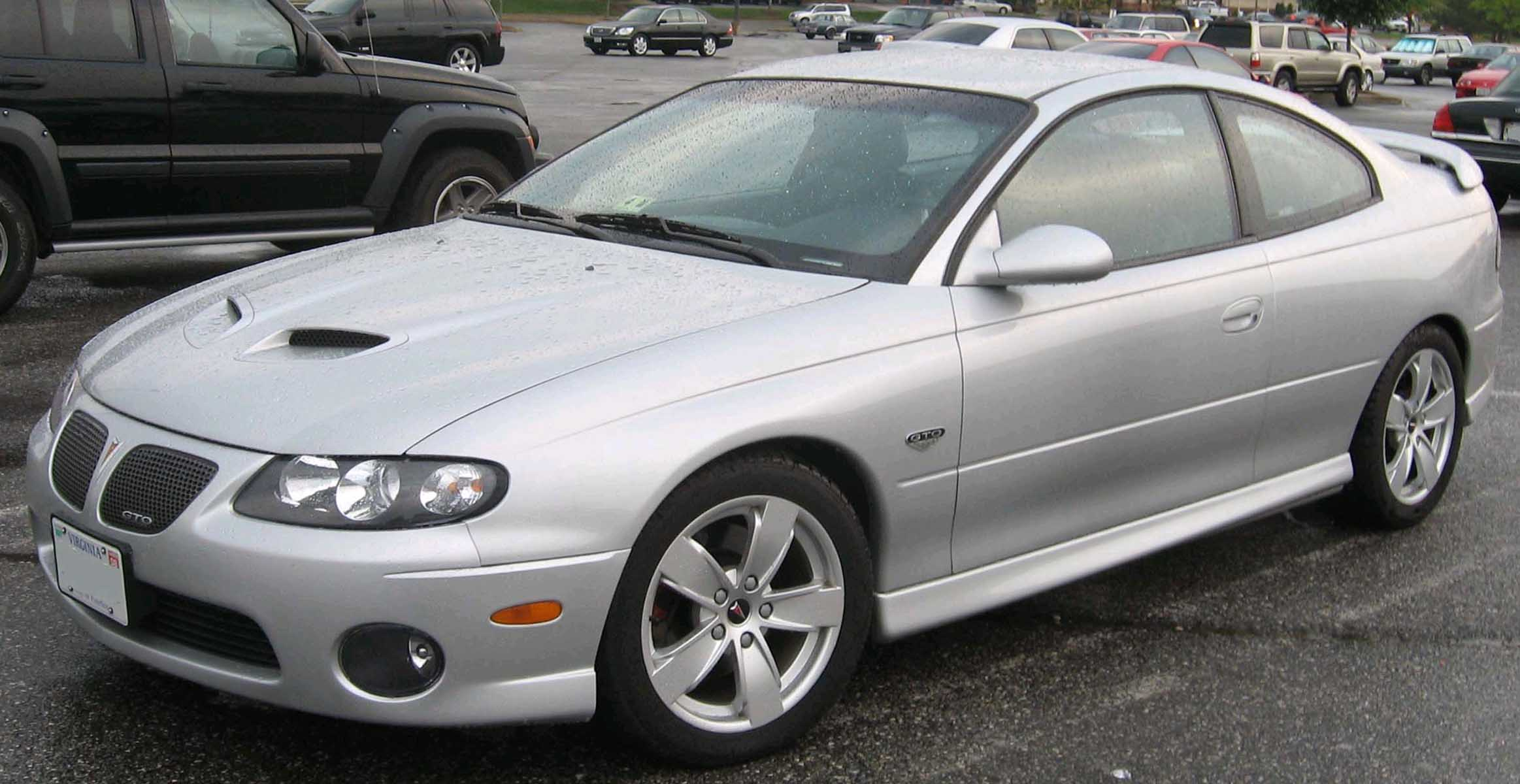
2006 Pontiac GTO
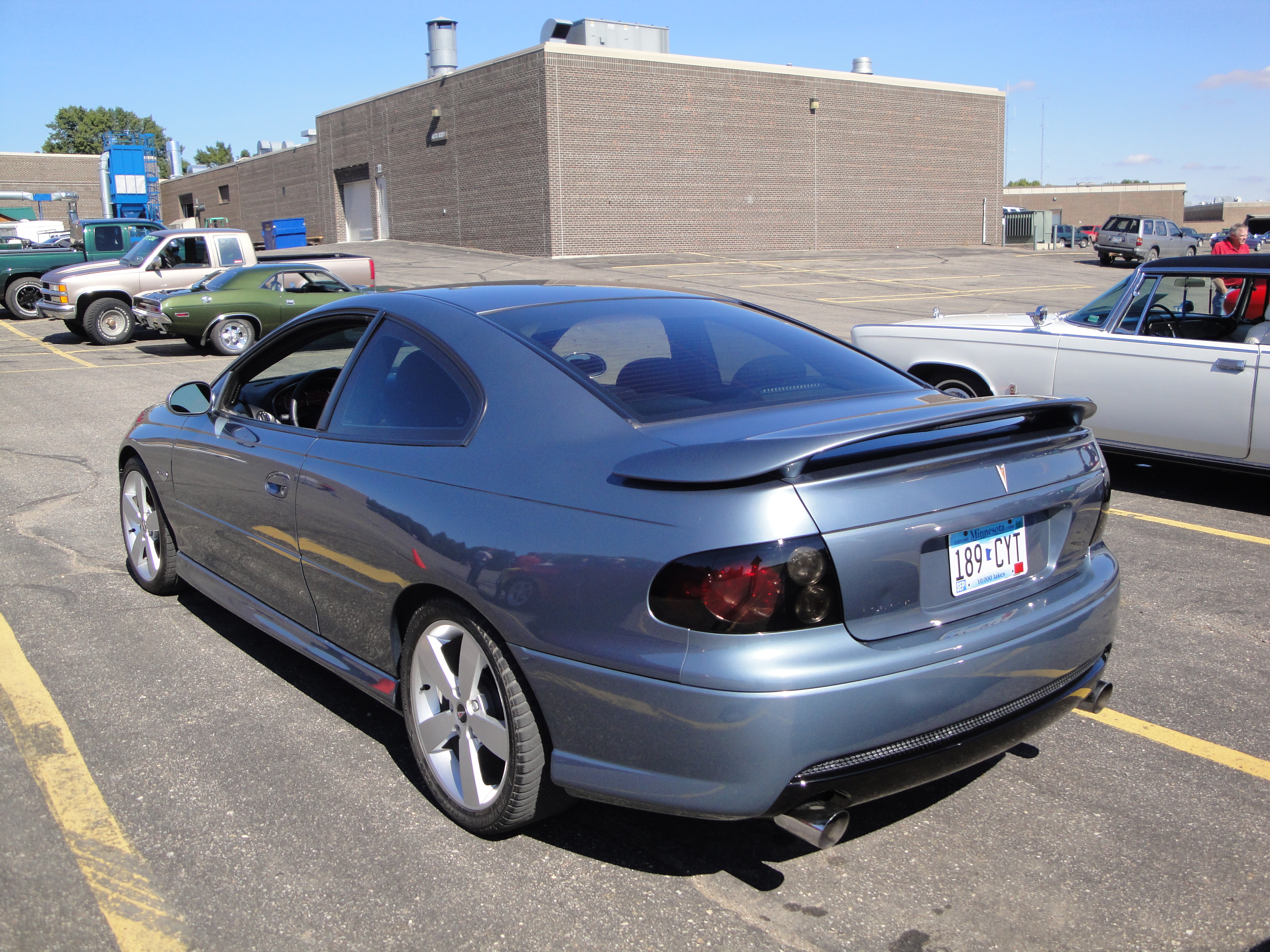
2005 Pontiac GTO Heckansicht

## Weiterverwendung des Namens nach Einstellung der Marke Pontiac
Im Jahr 2012 unterzeichnete General Motors einen Lizenzvertrag mit Trans Am Depot aus Tallahassee in Florida über die Verwendung des Namens Trans Am und der Pontiac-Logos in kundenspezifischen Versionen neuer Trans Ams und GTOs. Im Rahmen dieser Vereinbarung nimmt Trans Am Depot neue Chevrolet Camaros, zerlegt sie bis auf ihre Basiskomponenten und fertigt daraus Fahrzeuge, die u. a. wie ein moderner 1968 GTO aussehen und unter dem Kürzel 6T9 Goat („GTO“) vertrieben werden.

## Spitznamen des GTO
Der GTO bekam einige Spitznamen. Den gebräuchlichsten „The Goat“, dt. „Die Ziege“ erhielt der GTO sowohl wegen seiner trotzigen, auf das Wesentliche reduzierten Persönlichkeit, als auch wegen der drei Buchstaben seines Namens.
Praxis automobiler Subkulturen ist es, „Persönlichkeitsmerkmale“ mit Fahrzeugen in Verbindung zu bringen, die mit den Akronymen des Autonamens verwandt sein können. Der „Ziege“ wird zugesprochen, alles zu fressen was wächst, so wird dem Pontiac GTO zugesprochen, „alles auf der Straße zu fressen“ und andere Autos bei Rennen zu schlagen.
Das Akronym für GOAT wurde auch in „Gas Oil And Tire“ umgewandelt, also sowohl Gas = Benzin, Oil = Öl und Tire = Reifen zu verbrennen.
Weiter wurde der GTO auch als „GeeTO Tiger“ bezeichnet. Pontiac schloss sich 1965 mit U.S. Royal Tires zusammen, um die neue Linie von Tiger Paw Tires, eine exklusive Linie von Reifen und den GTO zu bewerben, die nur bei den neuen GTO-Modellen verfügbar waren.

## Der GTO in den Medien

### GTO im Film
- In der ersten Staffel (1965/66) der US-Fernsehserie Bezaubernde Jeannie fährt der Astronaut Anthony „Tony“ Nelson (Larry Hagman) einen 1965er Pontiac GTO Convertible.
- In dem Film xXx – Triple X (2002) fährt der Protagonist Xander Cage (Vin Diesel) einen violettfarbenen 1967er Pontiac GTO.
- Auch im zweiten Teil xXx 2 – The Next Level fährt der Direktor Agent Augustus Eugene Gibbons (Samuel L. Jackson) einen orangefarbenen Pontiac GTO.
- Einen blauen Pontiac GTO fährt im Film Meeting Evil von 2012 der Killer Richie gespielt von Samuel L. Jackson.
- In dem Film Asphaltrennen fährt Warren Oates einen orangefarbenen 1970er GTO The Judge („Der Richter“) in einem Rennen gegen James Taylor und Dennis Wilson in einem 1955er Chevrolet.
- Im Film Spritztour ist ebenfalls ein GTO The Judge (400) zu sehen.
- Ein GTO hat ebenfalls eine Schlüsselrolle im Film The Last Ride (2004) mit Dennis Hopper.
- In dem Film Knight and Day (2010) restauriert und fährt June Havens (Cameron Diaz) einen 1966er GTO.
- Einen 1970er GTO fährt im Film der Schlappschuss (1977) der Coach Paul Newman.
- In der US-Fernsehserie „Falling Skies“ wird ein GTO genutzt, um ein Kaliber 50 Maschinengewehr zu tragen.
- In der US-Fernsehserie Memphis Beat (2010–2011) fährt Detective Dwight Hendricks (Jason Lee) einen 1964er GTO.
- In dem Spielfilm Boyhood (2014) fährt der Vater (Ethan Hawke) des jungen Mason (Ellar Coltrane) einen GTO.
- In dem Film „Set up“ von 2011 mit Bruce Willis und 50 Cent ist ein blauer GTO zu sehen.
- Jack Dalton (George Eads) in MacGyver (2016) fährt einen 1966er GTO.
- Im Film The Punisher (2004) fährt der Punisher (Thomas Jane) einen GTO.

### GTO in der Musik
- Im Musikvideo zu Black Planet der Sisters of Mercy fährt Andrew Eldritch einen roten GTO Convertible.
- Die Beach Boys besingen im 1962 erschienenen Titel „409“ einen GTO (mit 409 in³ - Motorisierung)
- Iggy Pop singt in „Lust for Life“: „Drive a G.T.O.“
- Im Song „Rock´n´Roll High School“ der Ramones  heißt es „Cruisin' around in my GTO“
- Die US-amerikanische Popsängerin Sinitta Renet Malone veröffentlichte im Jahre 1987 eine Single mit dem Titel „GTO“, in welcher sie einen Mann mit einem großen roten GTO besingt.
- "Puss n Boots" Album "No Fools, No Fun" (2014) Track 10 "GTO".

## Anmerkung
1. ↑  Die zeitliche Zuordnung von Automobilen erfolgt in den USA in erster Linie anhand von Modelljahren. Modelljahre weichen von Kalenderjahren in der Regel ab. Bei den meisten Herstellern beginnt bereits im Spätsommer eines Jahres nach den Werksferien, in denen Fertigungsstraßen den neuen Modellen angepasst werden, ein neues Modelljahr. Üblicherweise liegt dies im September oder Oktober.